# Jules Chaplain
Pour l’article homonyme, voir Chaplain.

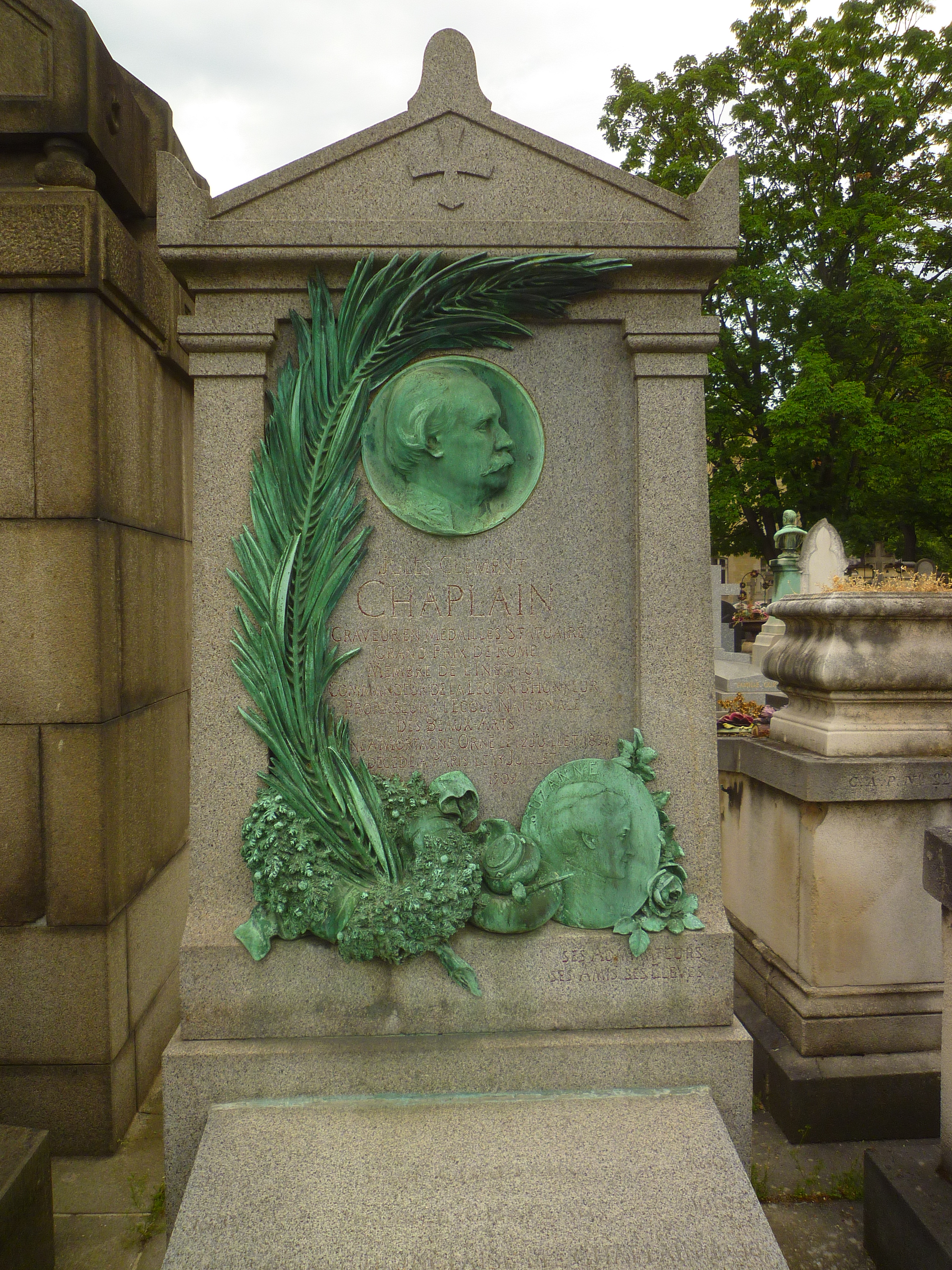
Tombe de Jules Chaplain au cimetière du Montparnasse (div. 18), à Paris.

Jules Chaplain, ou Jules-Clément Chaplain, est un sculpteur, médailleur, dessinateur et lithographe français, né le 12 juillet 1839 à Mortagne-au-Perche (Orne) et mort le 13 juillet 1909 à Paris.

## Biographie

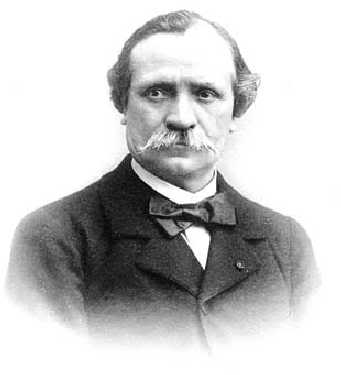
Jules Chaplain, photographie anonyme.

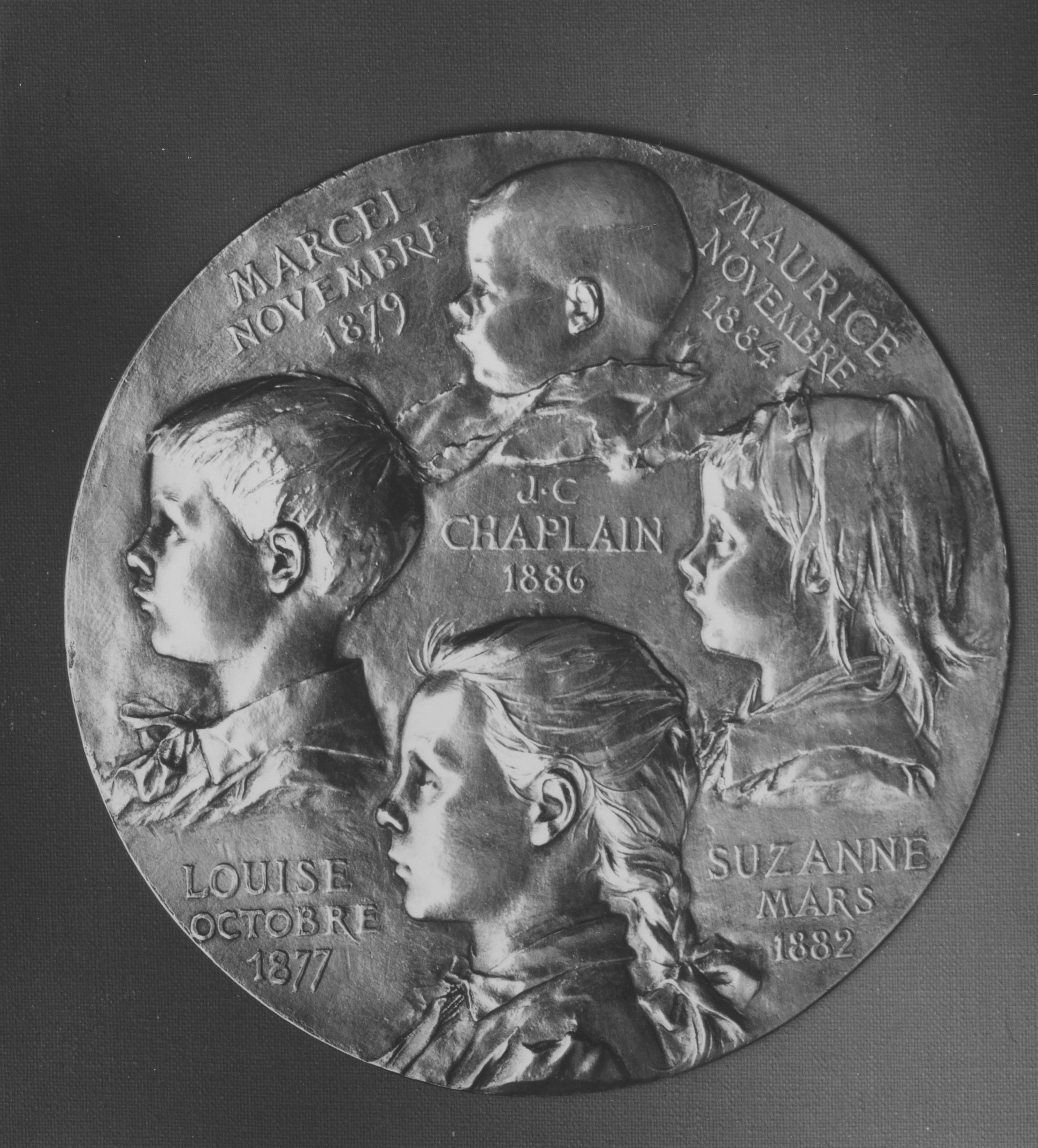
Marcel, Maurice, Louise et Suzanne Chaplain, dit aussi Mes enfants (1886), New York, Metropolitan Museum of Art.

Jules Chaplain naît du mariage de Jean-Pierre Ferdinand Chaplain, boulanger rue de Bellême à Mortagne-au-Perche, et de Joséphine Lazarine Nourry. Élève à l'École des beaux-arts de Paris, il reçoit l'enseignement de François Jouffroy et d'Eugène-André Oudiné.
Second prix de Rome en gravure de médaille et pierre fine en 1860, puis premier grand prix en 1863 grâce à une médaille Bacchus faisant boire une panthère et pierre fine gravée d'une Tête de Mercure antique, Chaplain est pensionnaire de la villa Médicis de 1864 à 1867. Lors de ce séjour, Gaston Migeon mentionne qu'il exécute « quelques beaux dessins d'après les œuvres de peinture les plus célèbres de Rome ».
En 1870, avec l'archéologue helléniste Albert Dumont (1842-1884), il est missionné par le ministère de l'Instruction publique pour l'étude et la recherche d'origine des vases grecs peints. Ce n'est qu'après la guerre franco-allemande de 1870, où les deux hommes s'engagent dans les ambulanciers, qu'ils entreprennent ces travaux qui sont assortis d'une mission qu'ils effectuent en Grèce, en Albanie et en Dalmatie et qu'ils rapporteront par des publications dans le Journal des savants en 1872 et 1873 : « dans une étroite et féconde collaboration, évoque Raymond Poincaré, les deux amis ont étudié tous les anciens vases, hydries et lécythes, coupes et amphores, cratères et canthares, et Chaplain les a fidèlement reproduits dans les planches où s'exprime son respect religieux de la beauté antique ».
Le 11 août 1874, Jules Chaplain épouse Marie-Louise Dumont (1853-1922), sœur cadette d'Albert. Les quatre enfants qui naîtront à la suite de l'aîné, Paul mort en bas âge, sont Louise (1877-1951), Marcel (1879-1966), Suzanne (1882-1908) et Maurice (1884-1886), dont les quatre profils apparaissent ensemble sur la médaille que l'artiste réalise en 1886. « Issue du domaine intime et d'abord destinée à rester dans le cercle familial », la médaille que Jules Chaplain signe en son centre, comme pour « placer le père au cœur de la fratrie », n'en sera pas moins exposée au Salon de 1886 à côté des effigies de Paul Baudry, Jean-Léon Gérôme, Christakis Zografos (en) et Victor Hugo.
Jules Chaplain est reçu à l'Académie des beaux-arts le 9 avril 1881 en remplacement du graveur de médailles Jacques-Édouard Gatteaux, puis nommé directeur de la Manufacture de Sèvres en 1895.
Graveur reconnu et admiré à la fin du XIXe siècle pour ses séries de médailles — « minuscules morceaux de métal transmettant bien des messages ou des émotions, et racontant maintes histoires » — il passe à la postérité surtout pour la gravure des pièces de 10 et 20 francs-or du système monétaire français qui sont frappées de 1899 à 1914. Il réalise des médailles pour l'Exposition universelle de 1867, l'Exposition universelle de 1878, les premiers Jeux Olympiques modernes à Athènes en 1896, et pour l'Exposition universelle de 1900. Son atelier se trouve rue Mazarine à Paris.
Le louis ou napoléon de la Troisième République présente au droit une tête de Marianne coiffée du bonnet phrygien et couronnée de feuilles de chêne. Au revers, le coq et la devise Liberté, Égalité, Fraternité. La guerre de 1914 aura raison du système du franc germinal.
Il a aussi conçu la composition reprise par Robert Louis pour les armoiries officieuses de la République française.
Jules Chaplain meurt le 13 juillet 1909 à son domicile au 3, rue Mazarine dans le 6e arrondissement de Paris et est inhumé au cimetière du Montparnasse (18e division).

## Œuvres

### Sculpture
- Nemours, Château-Musée :
  - Cicéron, 1862, plâtre. 2013.0.1.
  - Jean-Victor Schnetz (1787-1870), directeur de l'Académie de France à Rome, 1864, plâtre, D. 13,6 cm. 1910.107.8.
  - Louis Petit de Julleville (1841-1900), membre de l'École française d'Athènes, 1866, plâtre, D. 14,7 cm. 1910.107.11
  - Julien Guadet (1834-1908), architecte, 1866, plâtre, D. 14,6 cm. 1910.107.12.
- Paris
  - cimetière de Montmartre :
    - 9e division : Léo Delibes, 1893, portrait en médaillon ornant la sépulture du compositeur[14] ;
    - 23e division : Ulysse Trélat, 1890, portrait en médaillon ornant la sépulture du chirurgien.

  - cimetière du Montparnasse, 25e division : Joseph-Armand Mayer (1857-1892), portrait en médaillon ornant la sépulture du capitaine, « le Dreyfus oublié »[15].
  - cimetière du Père-Lachaise :
    - 75e division : Charles-Honoré Alloend-Bessand, portrait en médaillon ornant la sépulture du directeur du grand magasin À la Belle Jardinière ;
    - 92e division : Paul Tillaux, portrait en médaillon de la sépulture du chirurgien.

  - faculté des Lettres de Paris : Buste d'Albert Dumont.
  - hôtel de ville, façade, côté rue de Lobau :
    - Antoine-Jean Gros, statue en pierre ;
    - Henri Regnault, statue en pierre[16].

  - Institut catholique de Paris, chapelle : Monument funéraire de Mgr d'Hulst.
  - Sorbonne, grand amphithéâtre : Buste de Charles Rollin[7].
  - square Samuel-Paty : Monument à Octave Gréard, 1909.

Œuvres de Jules Chaplain
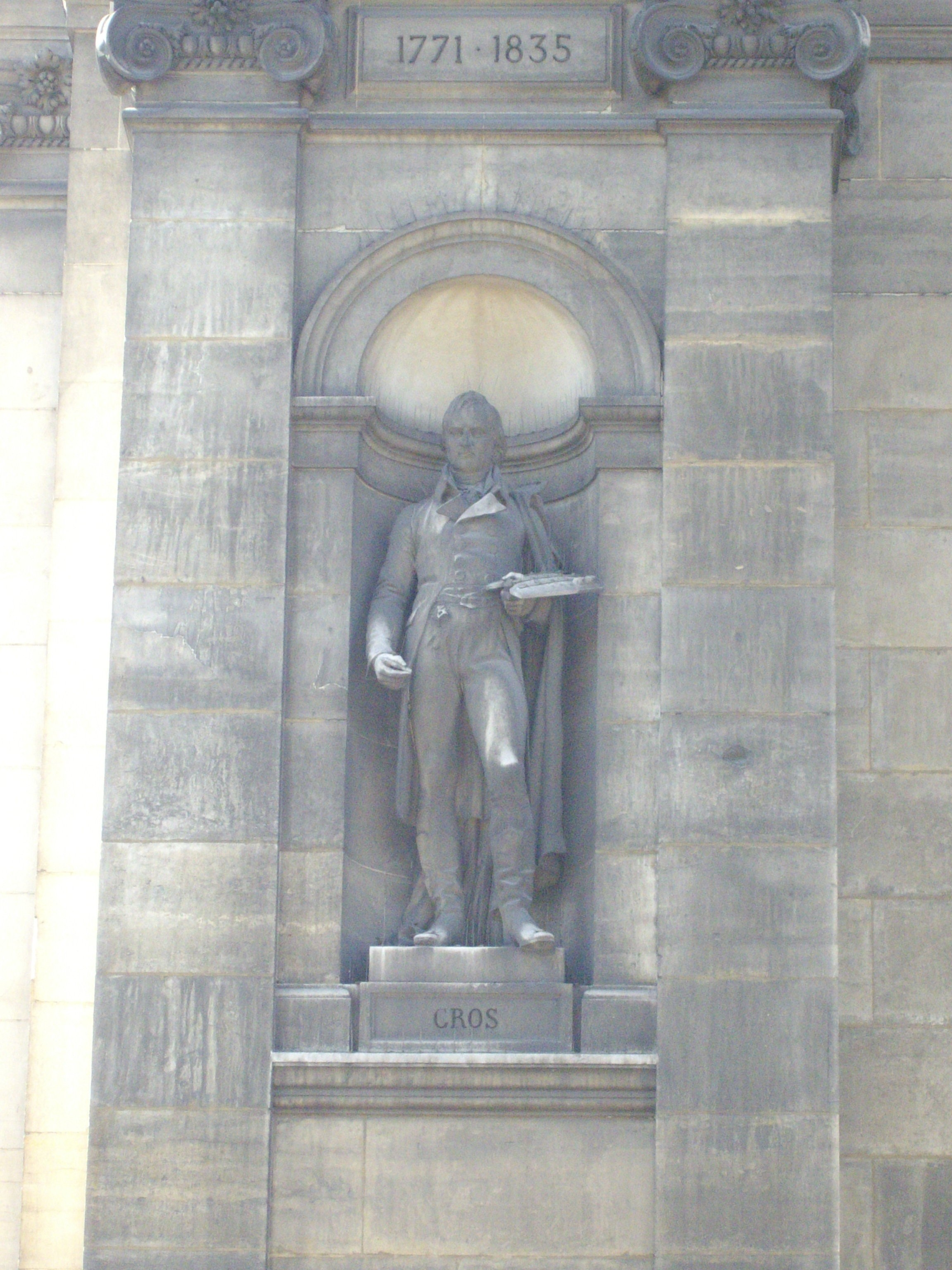
Antoine-Jean Gros, hôtel de ville de Paris.
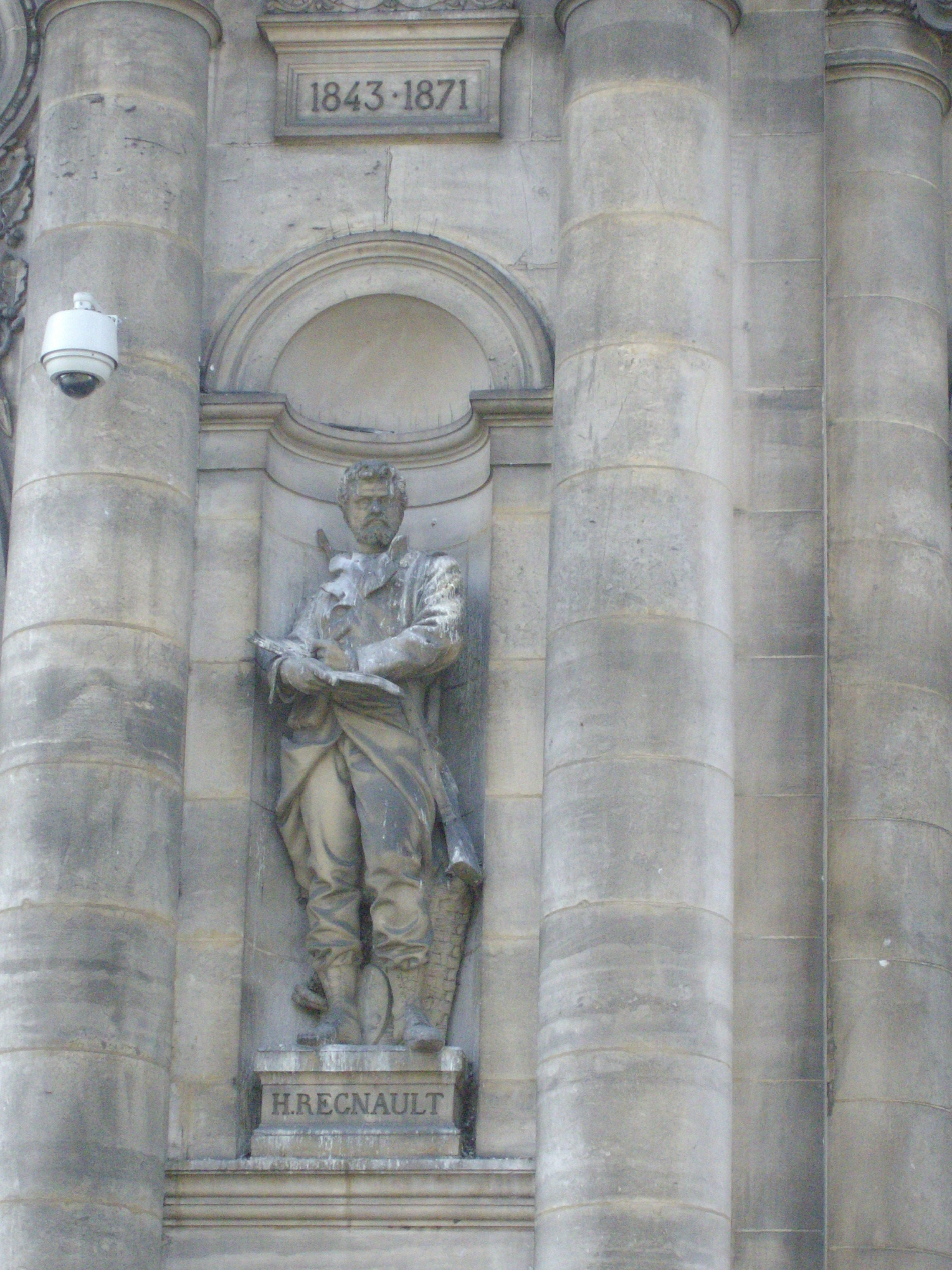
Henri Regnault, hôtel de ville de Paris.
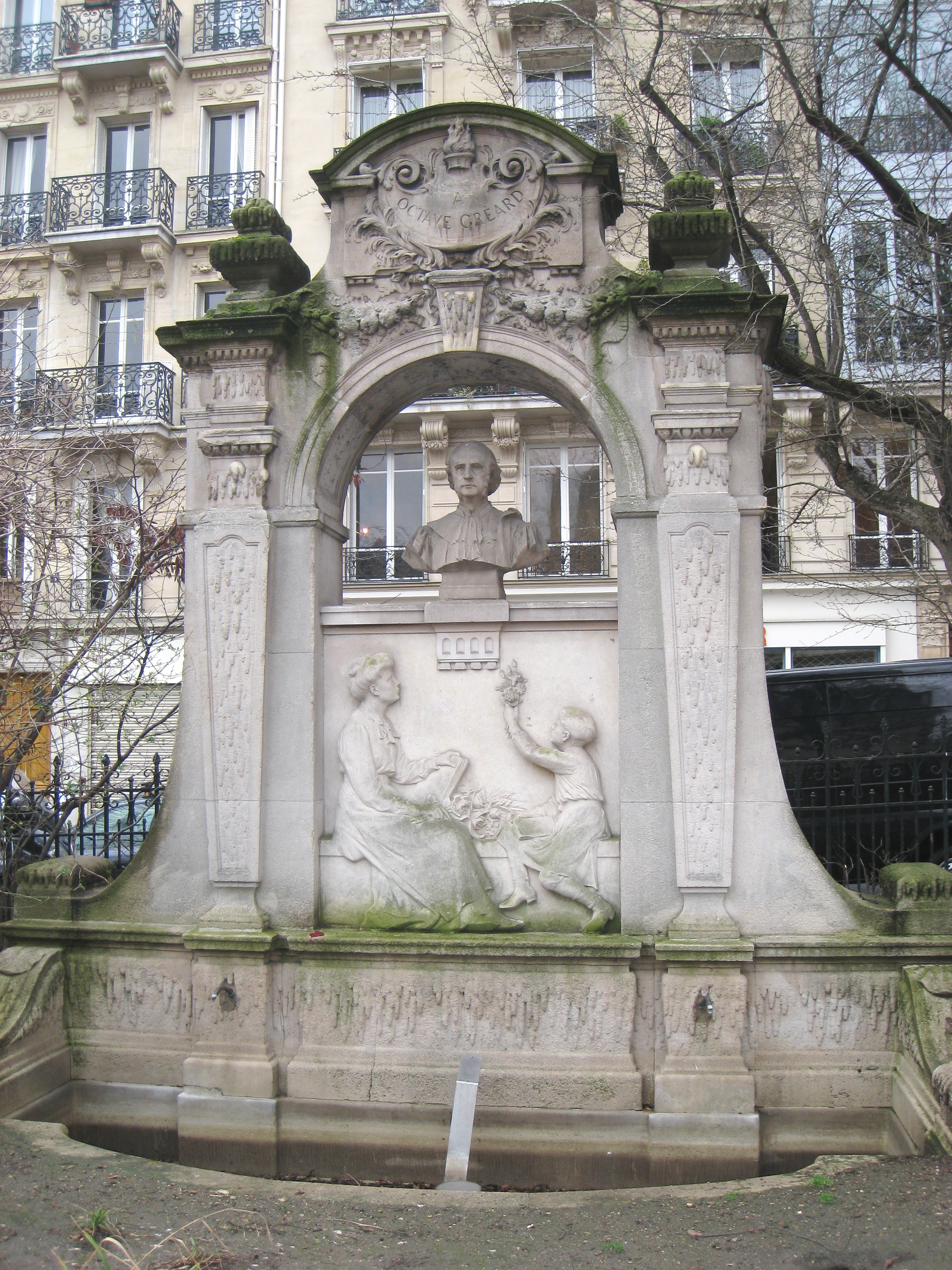
Monument à Octave Gréard (1909), Paris, square Samuel-Paty.
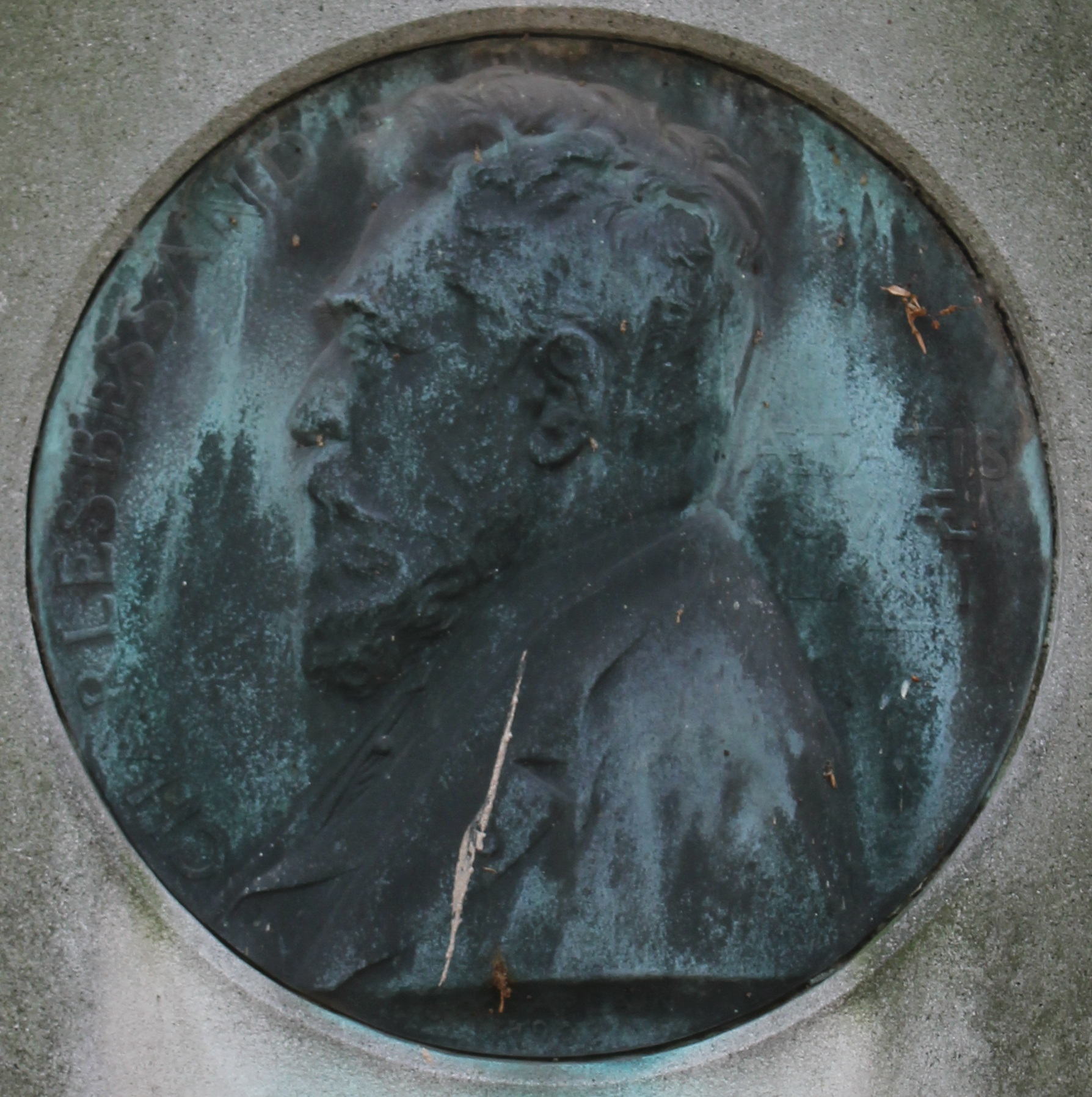
Charles-Honoré Alloend-Bessand, Paris, cimetière du Père-Lachaise.
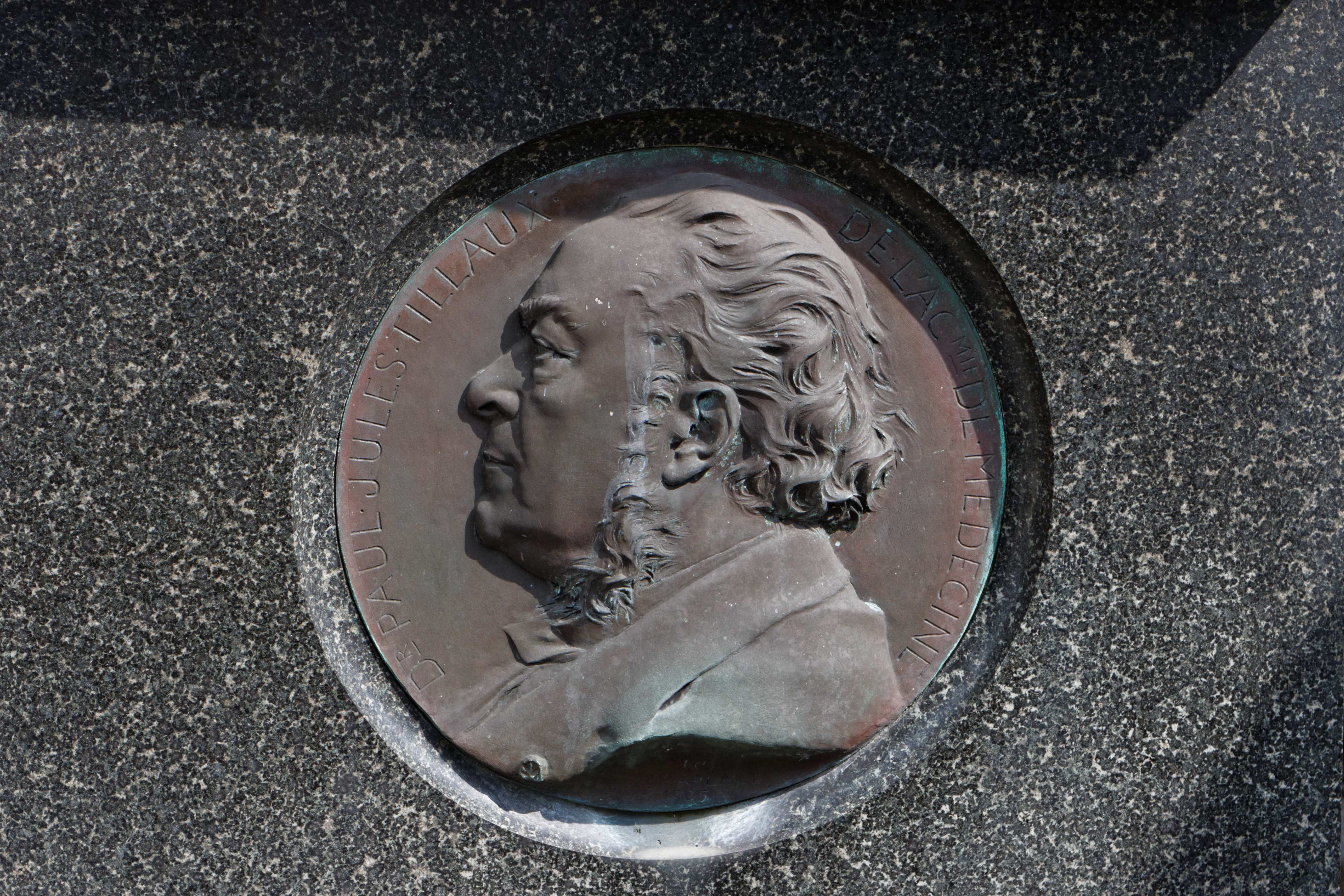
Paul Tillaux de l'Académie de médecine, Paris, cimetière du Père-Lachaise.

### Plaquette en bronze
- Sarah Gustave-Simon, 1890, Paris, musée d'Orsay[17], New-York, Metropolitan Museum of Art[18].
- Emmanuel Bibesco, 1891, Brunswick, Bowdoin College Museum of Art (en)[19] ; New York, Metropolitan Museum of Art.
- Ulysse Trélat (1828-1890), 1893, Paris, musée d'Orsay[20].
- Camille Sée, 1892, New York, Metropolitan Museum of Art.
- Princesse Marie Gortchakow, 1895.
- Laboremus pro Patria. 25 ans de la fondation des brasseries Ny Carlsberg, 1896, Copenhague, Ny Carlsberg Glyptotek ; New York, Metropolitan Museum of Art.
- Professeur Léon Gosselin, 1897.
- Louis Liard, membre de l'Institut, directeur de l'enseignement supérieur, 1897.
- Jean-Louis Pascal, architecte, 1897.
- Abrités par son ombre, 1897.
- Flora David-Weill, 1897.
- Marcellin Berthelot, la synthèse chimique, la science guide l'humanité, 1901.
- Professeur Odilon Lannelongue, 1901, Paris, musée Carnavalet.
- Pour la Patrie et la Vérité, 1901.
- Ottilia Jacobsen (Madame Carl Jacobsen), 1903, Copenhague, Ny Carlsberg Glyptotek.
- Sophocle - Corneille, 1903.
- Avoués de la Cour d'appel de Paris, 1904.
- Philippe Bunau-Varilla. Projet du détroit Panama, 1905.
- Jules Claretie, 1905.
- Gustave Laguionie, 1905, Paris, Bibliothèque nationale de France[21].
- Louis Renault, membre de l'Institut, 1906.
- Sully Prudhomme, 1907.
- Gustave Larroumet, musée des Beaux-Arts d'Angers.
- Caroline-Eugénie Segond-Weber, comédienne.
- Paul Wallon, cuivre argenté, Paris, Académie d'architecture[22].
- Jeanne Julia Bartet, comédienne, bronze.

Plaquettes en bronze par Jules Chaplain
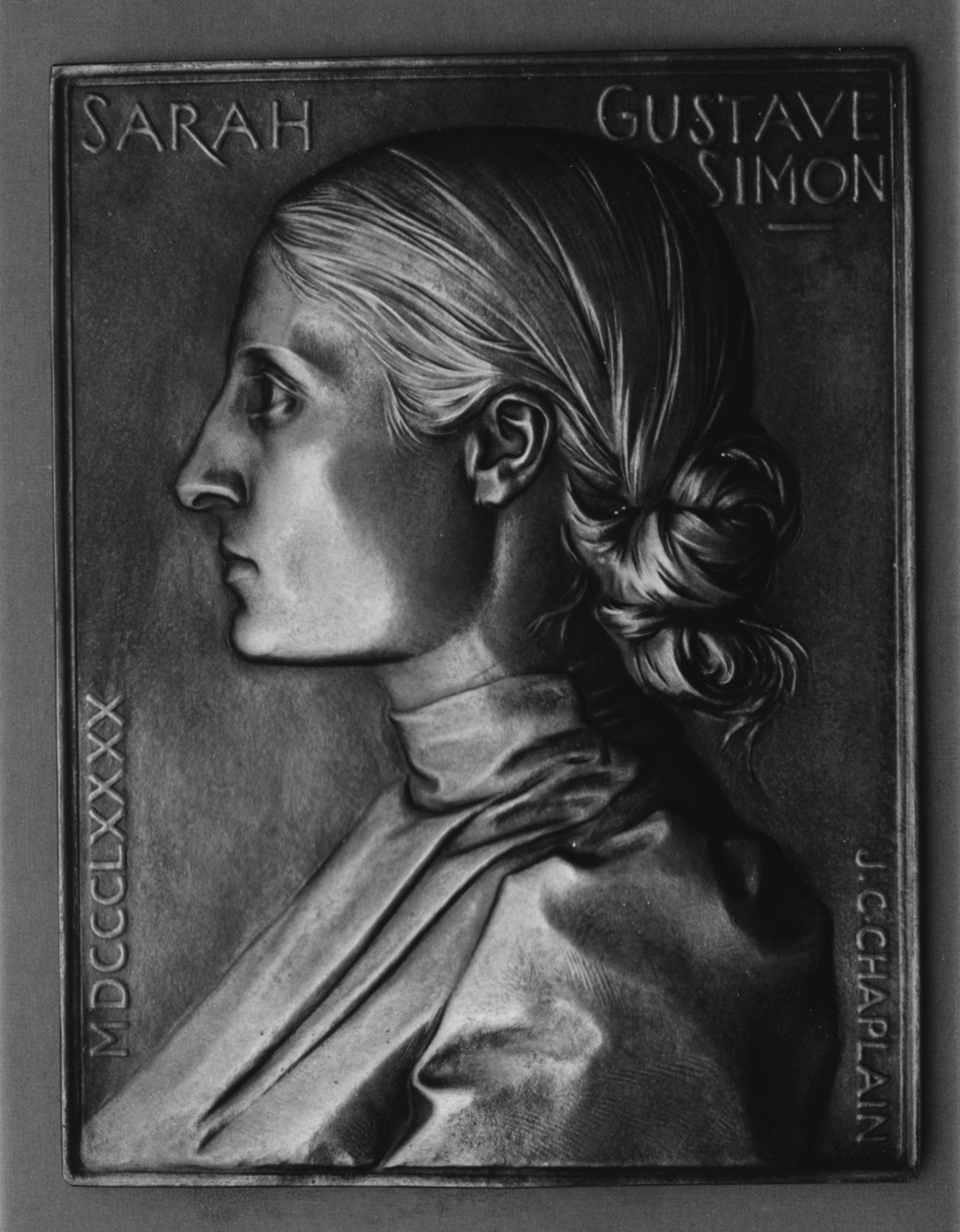
Sarah Gustave-Simon (1890).
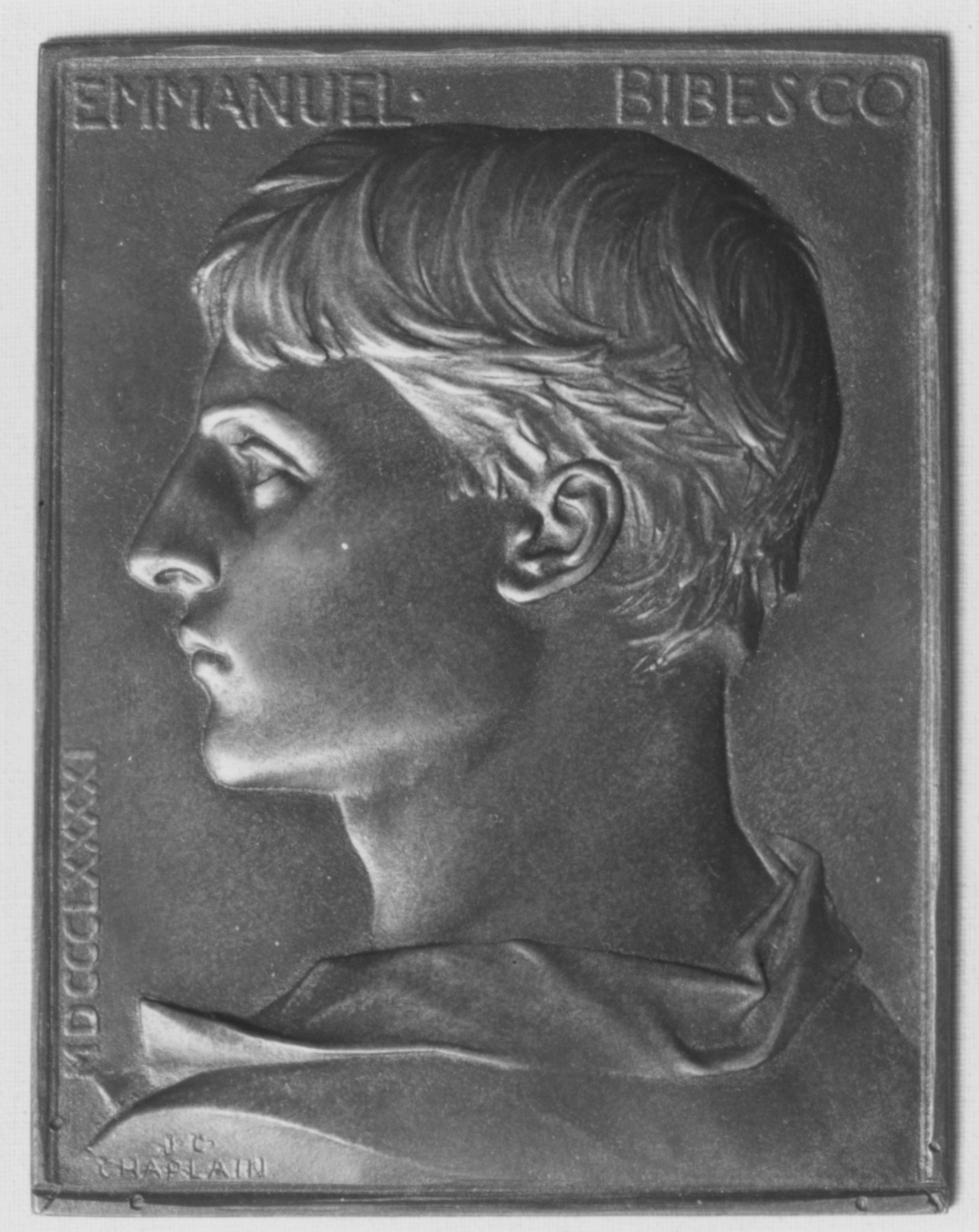
Emmanuel Bibesco (1891).
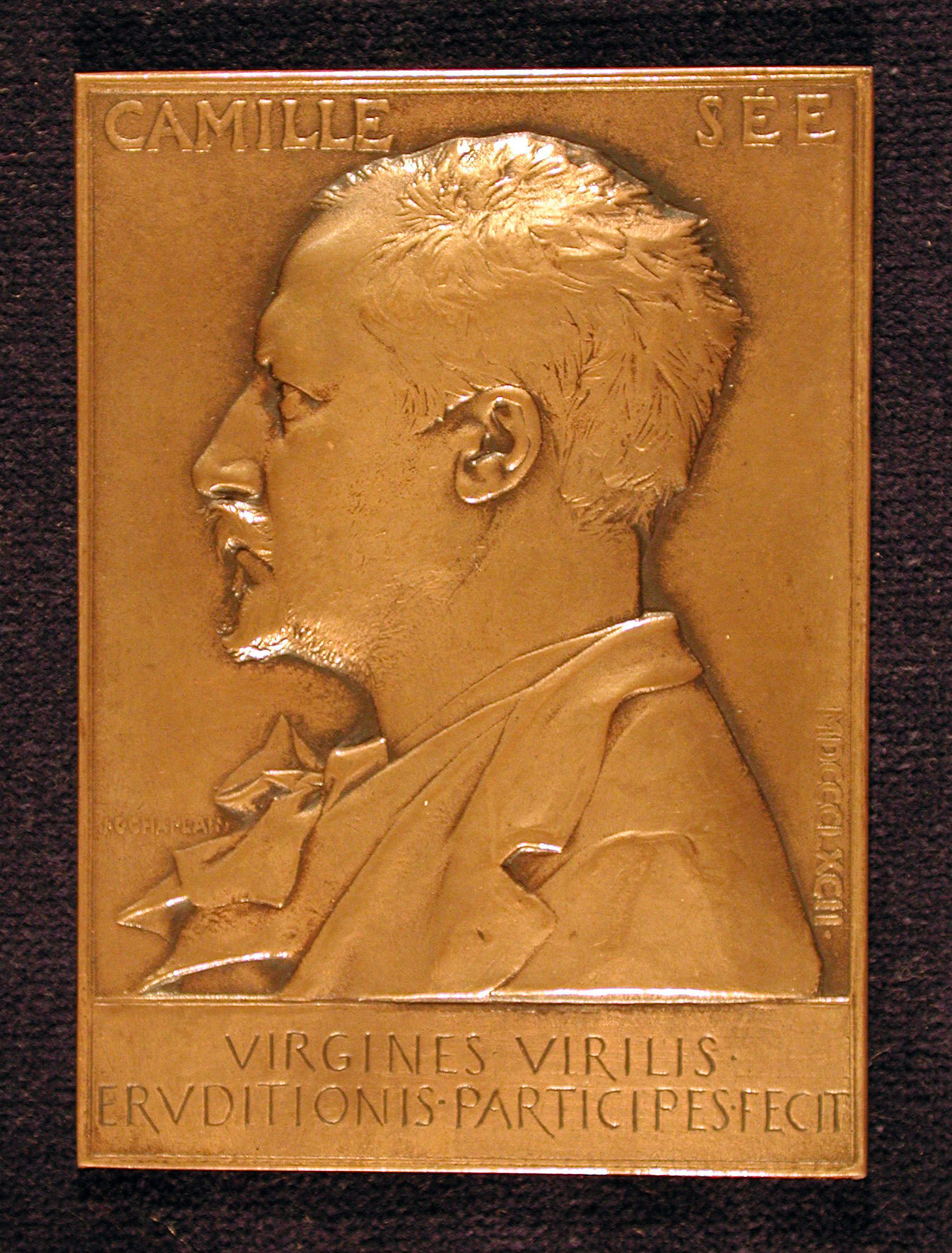
Camille Sée (1892).
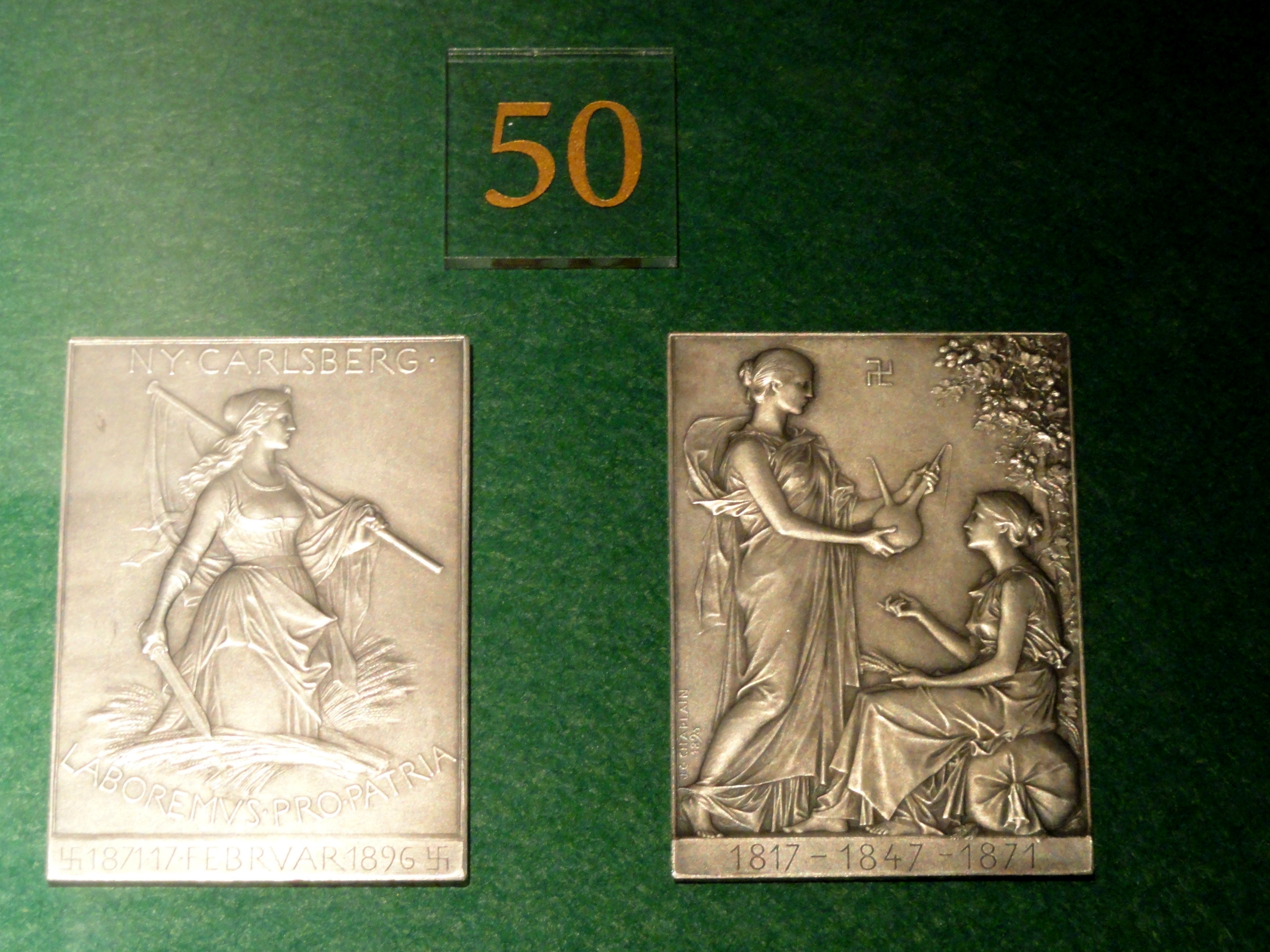
Laboremus pro Patria. 25 ans de la fondation des brasseries Ny Carlsberg (1896).
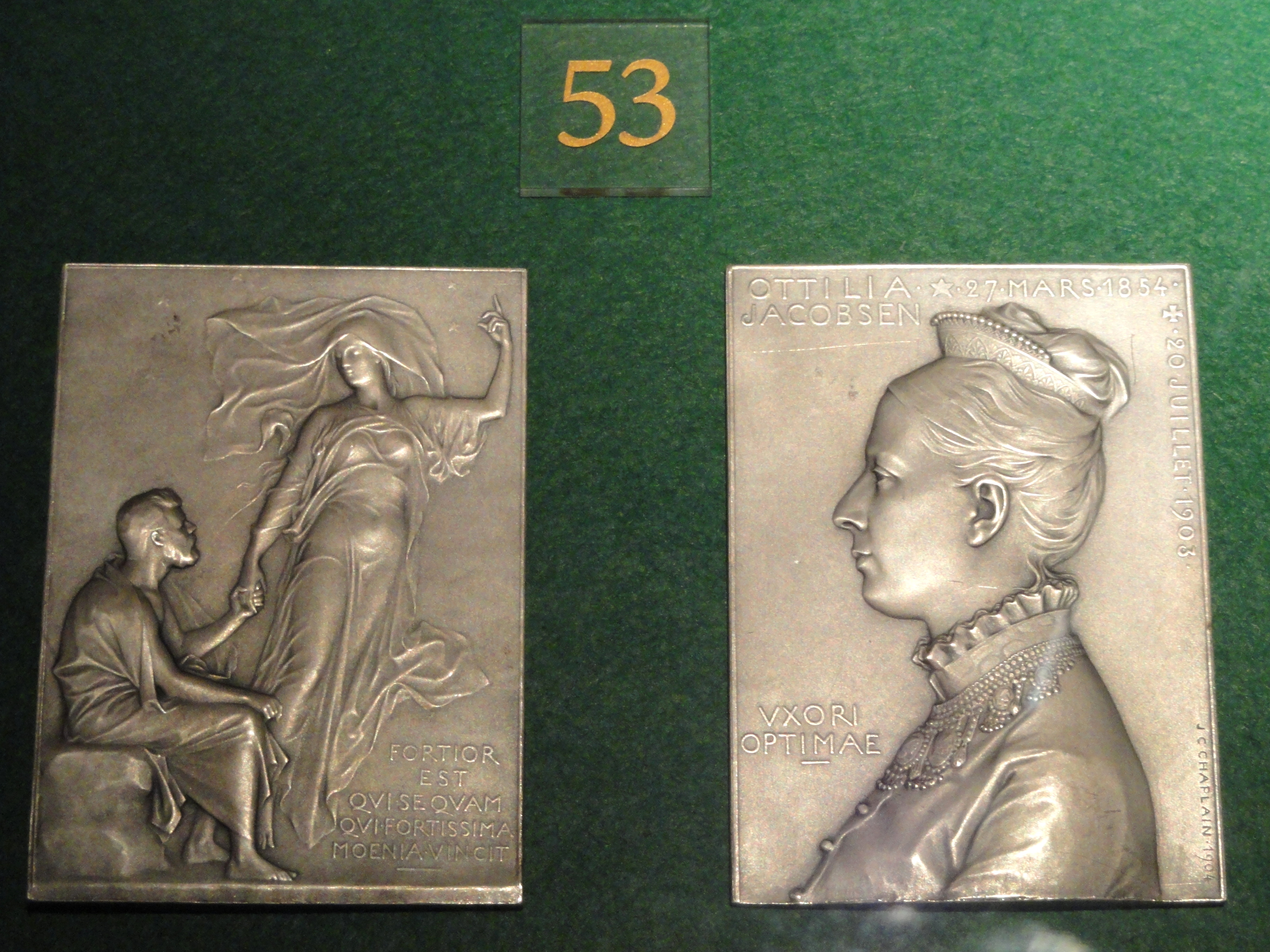
Ottilia Jacobsen (Madame Carl Jacobsen) (1903).

### Médaille
- Médaille et jeton de présence à l'effigie de Molière, Paris, musée Carnavalet[23].
- Exposition universelle de 1867, 1867, médaille en bronze[3].
- Emmanuel Brune, 1867, médaille cuivre, Paris, Académie d'architecture[22].
- Jeton de présence des professeurs de l'enseignement du dessin, 1867, 1868-1869, médaille en bronze, Paris, musée Carnavalet[24].
- Les aérostats à la défense de Paris, 1870-1871, 1876, médaille en bronze, Paris, musée Carnavalet[25].
- Conservatoire de musique, 1877, médaille en bronze, Detroit, Detroit Institute of Art[19].
- Exposition universelle de 1878, 1879, médaille en argent[3], Paris, musée de la Vie romantique[26] ; Richmond, musée des Beaux-Arts de Virginie[19].
- Reconstruction de l'hôtel de ville de Paris, 1883, médaille en cuivre argenté, Paris, musée d'Orsay[27].
- Albert Dumont (1842-1884), historien de la Grèce antique, 1884, médaille en bronze, Brunswick, Bowdoin College Museum of Art (en)[19] ; New York, Metropolitan Museum of Art.
- Au mérite, 1885, médaille en bronze en collaboration avec Alphée Dubois, New Haven, Yale University Art Gallery[19].
- Marcel, Maurice, Louise et Suzanne Chaplain, dit aussi Mes enfants, 1886, médaillon uniface en bronze, musée de Grenoble[28] ; Paris, musée d'Orsay ; département des Monnaies, médailles et antiques de la Bibliothèque nationale de France[9] ; New York, Metropolitan Museum of Art[29].
- Eugène Guillaume, 1886, médaille en bronze, New York, Metropolitan Museum of Art ; Philadelphie, Philadelphia Museum of Art[19].
- Henri d'Orléans, duc d'Aumale. Chantilly donné à l'Institut de France, 1886, médaille, New York, Metropolitan Museum of Art.
- Jean-Paul Laurens, 1887, médaille, New York, Metropolitan Museum of Art.
- Edmond Got de la Comédie-Française, 1887, médaille en bronze, New York, Metropolitan Museum of Art.
- Sadi Carnot, président de la République française, élu par l'Assemblée nationale, décembre 1887, 1888, médaille en bronze, New York, Metropolitan Museum of Art ; Princeton, musée d'Art de l'université de Princeton[19].
- Alexandre Cabanel, 1888, médaille, New York, Metropolitan Museum of Art.
- Albert Aicard, avocat, 1889, médaille en bronze, Paris, musée d'Orsay[30] ; New York, Metropolitan Museum of Art.
- Sarah Gustave Simon, 1889, médaille en bronze, Paris, musée d'Orsay[31].
- École nationale des arts industriels de Roubaix, 1890, médaille en bronze, New York, Metropolitan Museum of Art ; Princeton, musée d'Art de l'université de Princeton[19].
- Jules Simon, 1889, médaille en bronze à patine dorée, musée des Beaux-Arts de Bordeaux[32] ; New York, Metropolitan Museum of Art.
- Jules Barthélemy-Saint-Hilaire, 1889, médaille, New York, Metropolitan Museum of Art.
- Jules-Élie Delaunay, 1890, médaille, New York, Metropolitan Museum of Art.
- Charles Hermite, de l'Académie des sciences, 1892, médaille en bronze, New Haven, Yale University Art Gallery[19].
- Charles Franquet de Franqueville, 1893, médaille en bronze, Washington, National Gallery of Art[19].
- Visite du Kronstadt à Toulon, 1893, deux médailles commémoratives en bronze argenté.
- Casimir Périer, président de la République, 1894, médaille en bronze, Paris, musée Carnavalet.
- Zeus Olympien tenant un globe surmonté d'une victoire ailée, 1896, médaille en argent des premiers Jeux olympiques modernes.
- Léon Bonnat, 1896, médaille en bronze, New York, musée d'art Dahesh[33].
- Nicolas II et Alexandra. Commémoration de la visite du tsar en France, 1896, médaillon, porcelaine, biscuit émaillé, manufacture de Sèvres ; musée des Ursulines de Mâcon[34] ; Gray, musée Baron-Martin.
- Octave Gréard, 1897, Paris, musée Carnavalet.
- Émile Loubet, président de la République, 1899, médaille en bronze, Brunswick, Bowdoin College Museum of Art[19].
- Exposition universelle de 1900, 1900, médaille en bronze[3], Paris, Académie d'architecture[22] ; Cité de la musique-Philharmonie de Paris[35] ; Londres, Victoria and Albert Museum[36] ; New Haven, Yale University Art Gallery ; Toledo, musée d'Art de Toledo[19].
- Odilon Lannelongue, médecin et chirurgien, 1901, médaille en bronze, Paris, musée Carnavalet.
- Centenaire de la naissance de Victor Hugo, 1902.
- Samuel Pozzi, médecin, au revers : allégorie de la lutte contre la mort, 1906, médaille en cuivre argenté, Paris, musée d'Orsay[37] ; Washington, National Gallery of Art[19].
- Défense de Paris, 1922, médaille en bronze, d'après un modèle de 1872, Detroit, Detroit Institute of Art[19].
- Maréchal Mac Mahon, 1873.
- Médaille des Logements à loyers modérés, pour la Société française des Habitations à bon marché, 1891[38].
- Louis Petit de Julleville, 1866[39], Nemours, Château-Musée.

Médailles par Jules Chaplain
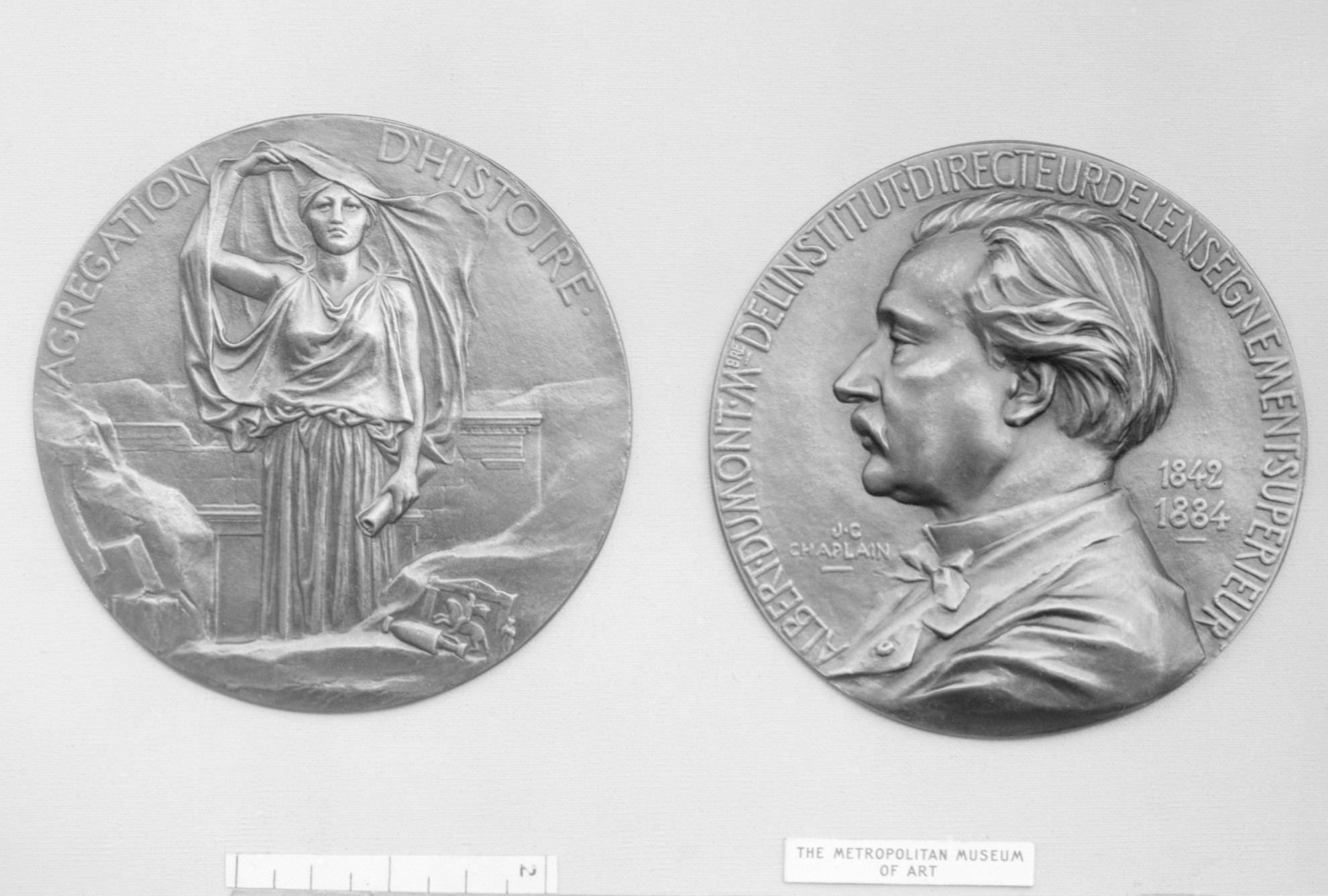
Albert Dumont (1884).
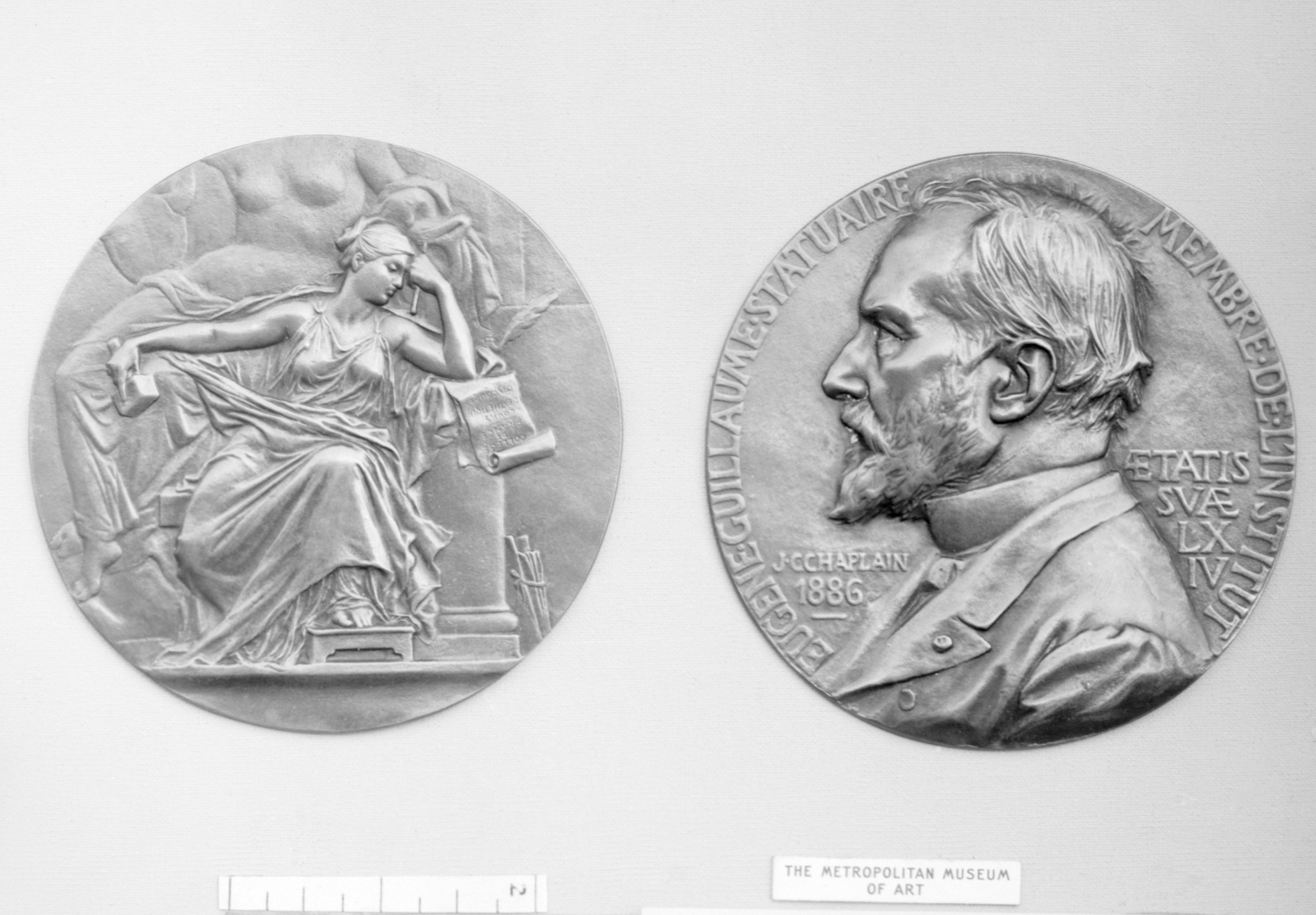
Eugène Guillaume (1886).
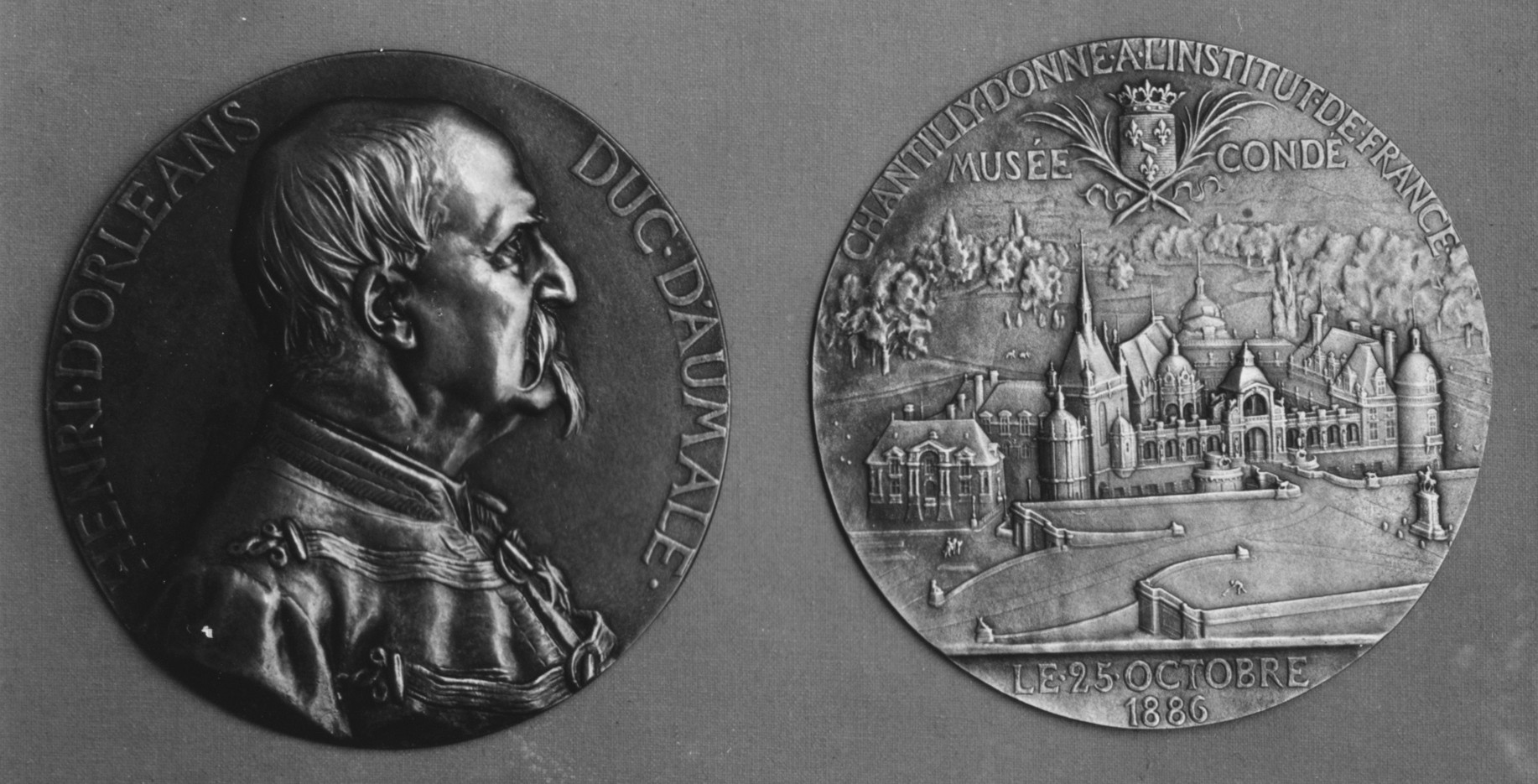
Henri d'Orléans, duc d'Aumale (1886).
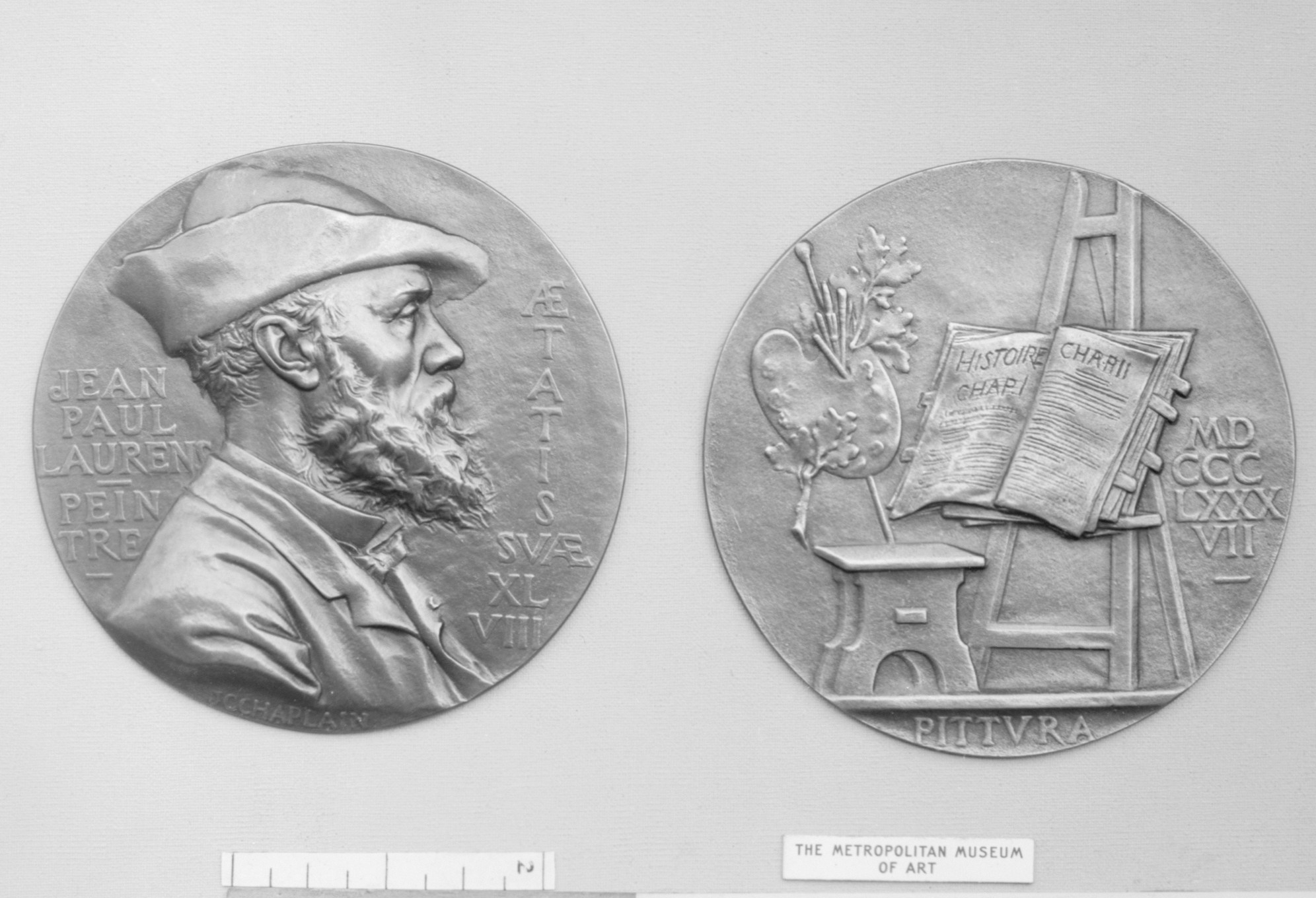
Jean-Paul Laurens (1887).
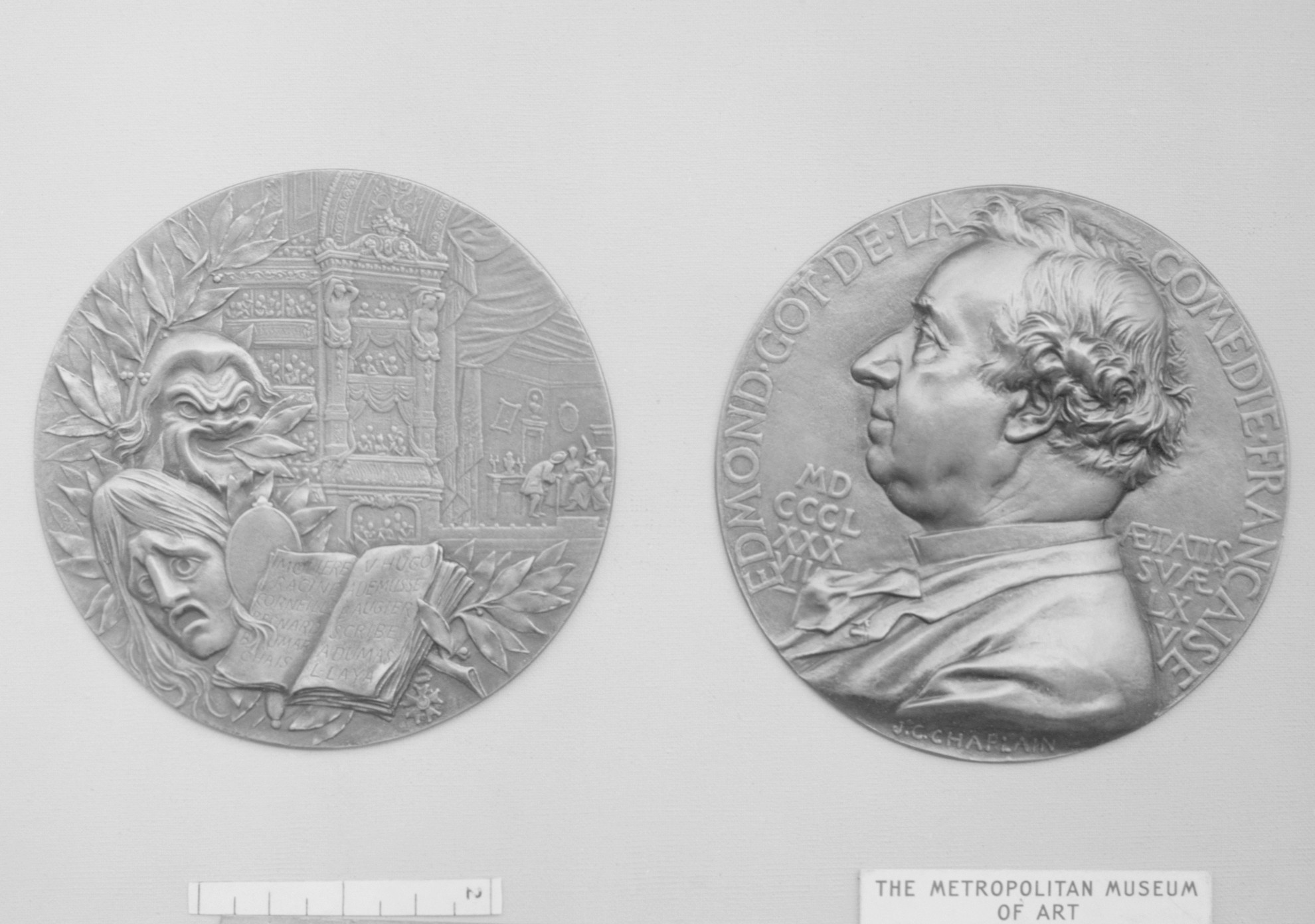
Edmond Got de la Comédie-Française (1887).
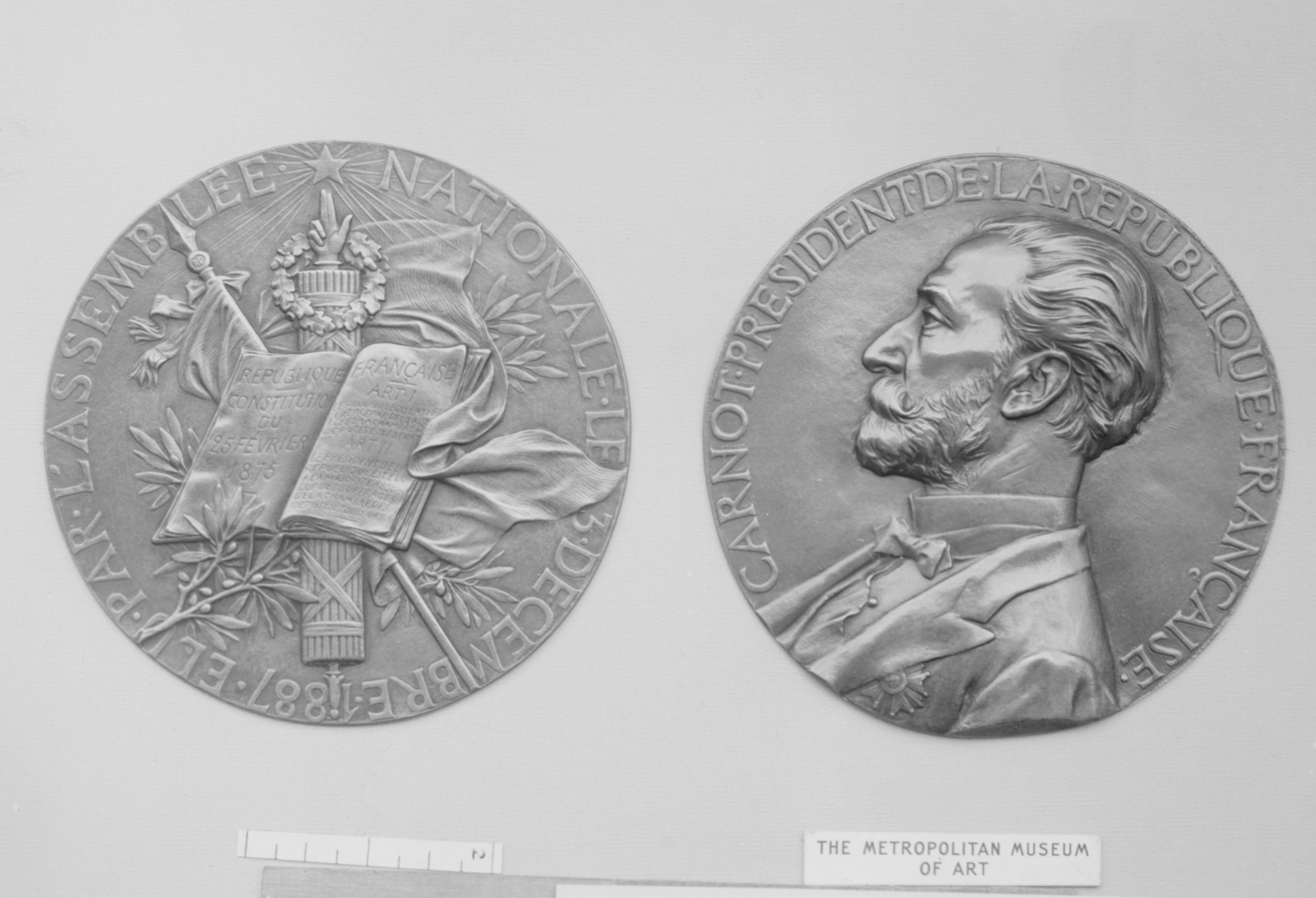
Sadi Carnot (1888).
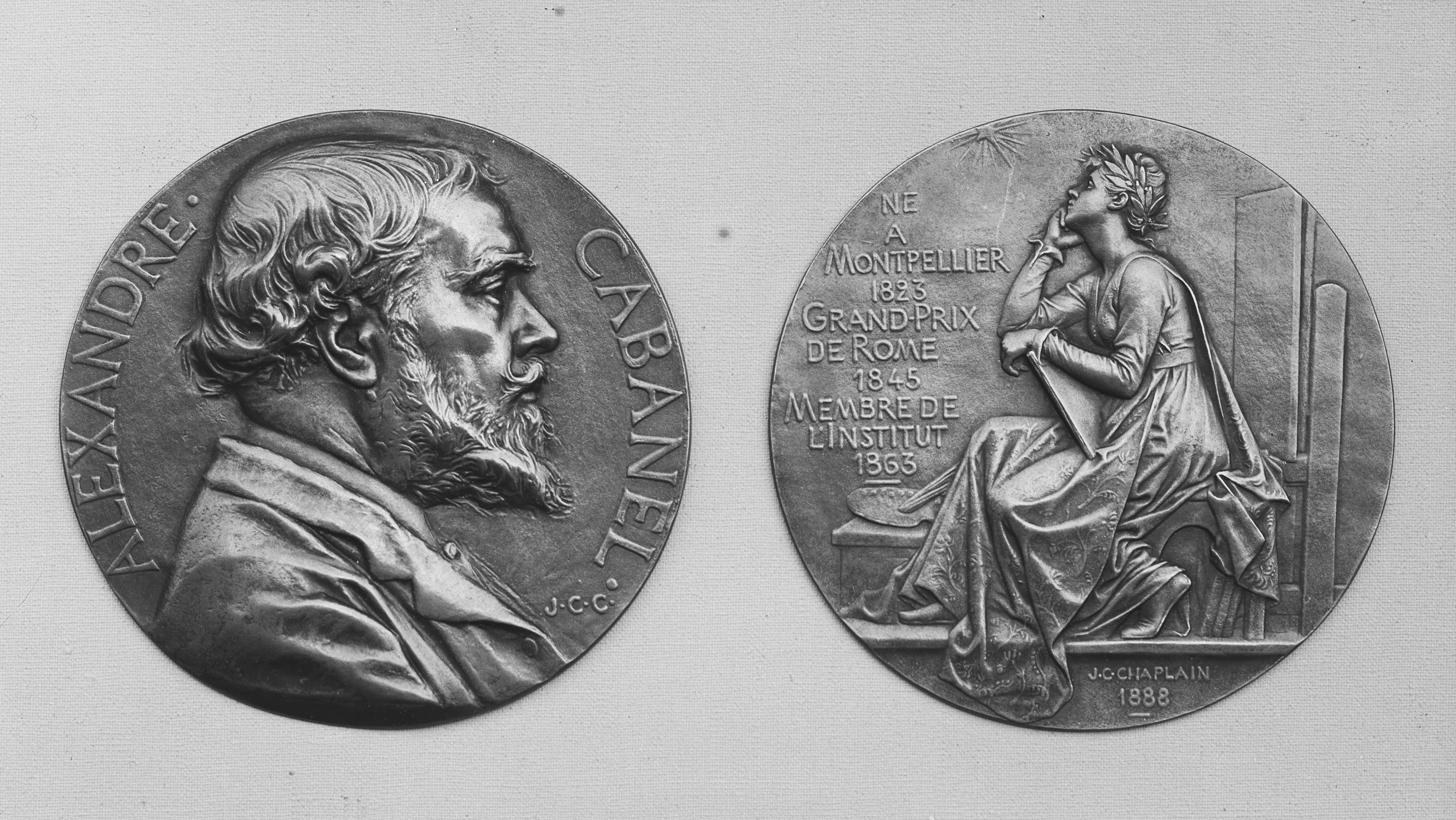
Alexandre Cabanel (1888).
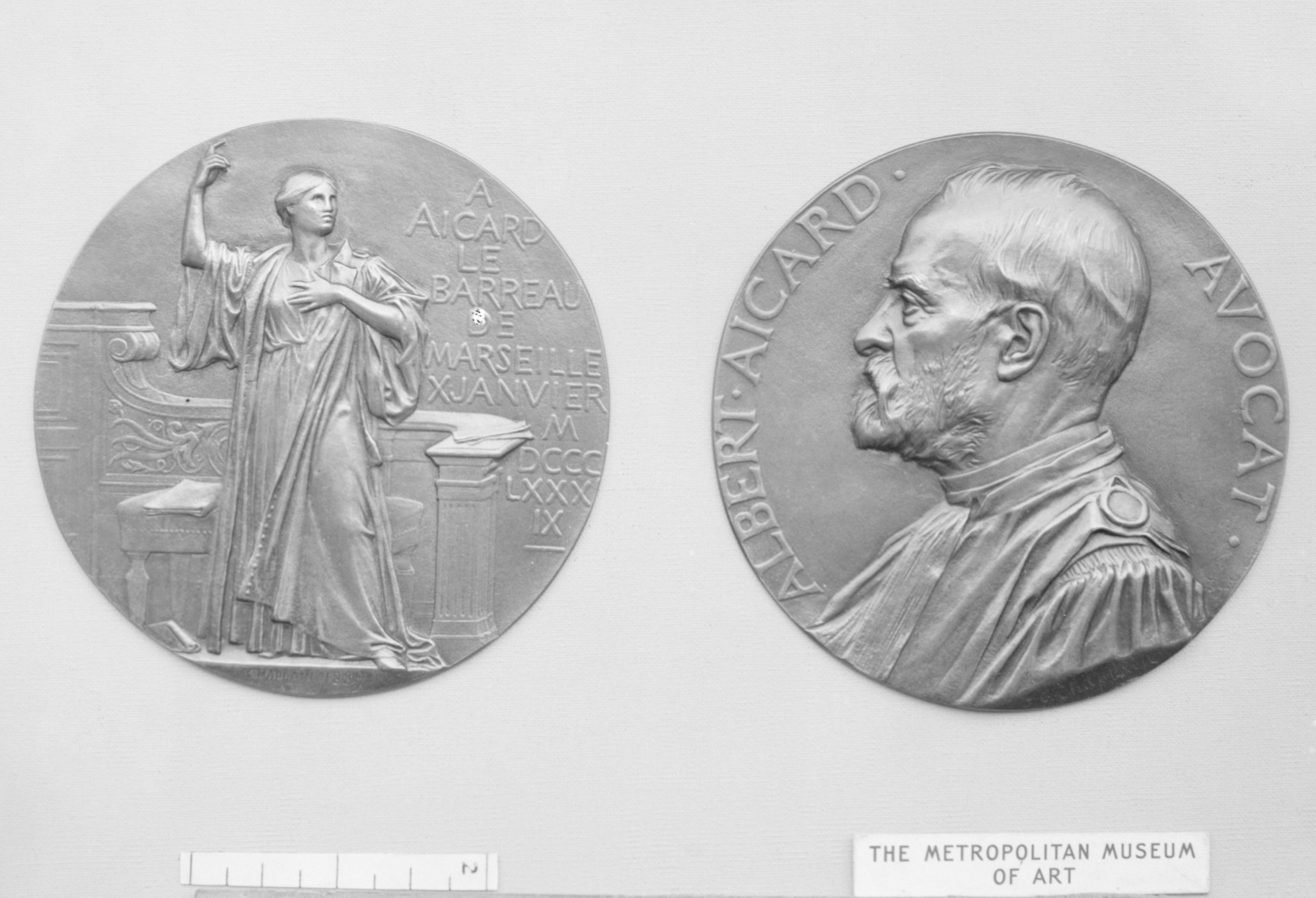
Albert Aicard (1889).
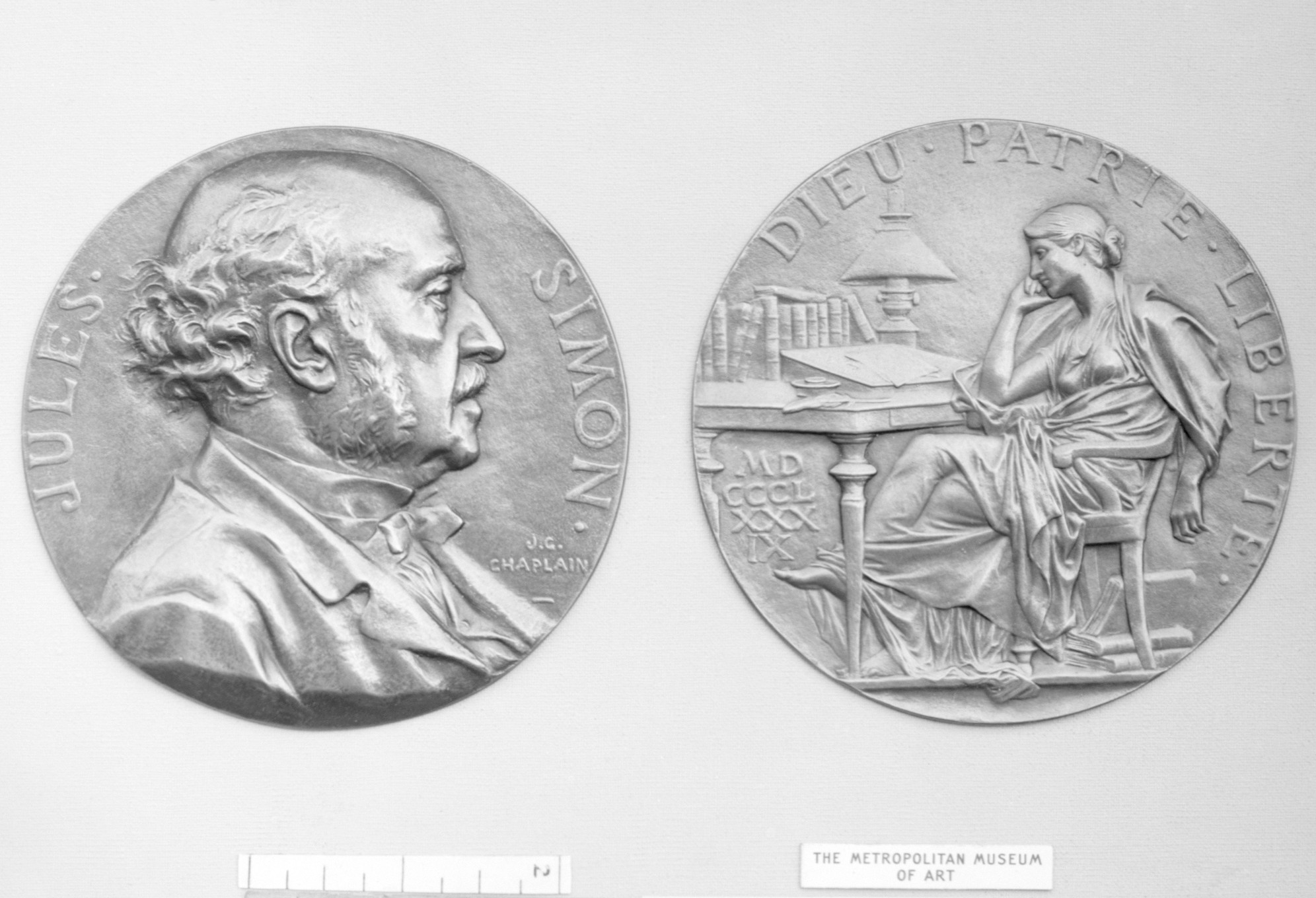
Jules Simon (1889).
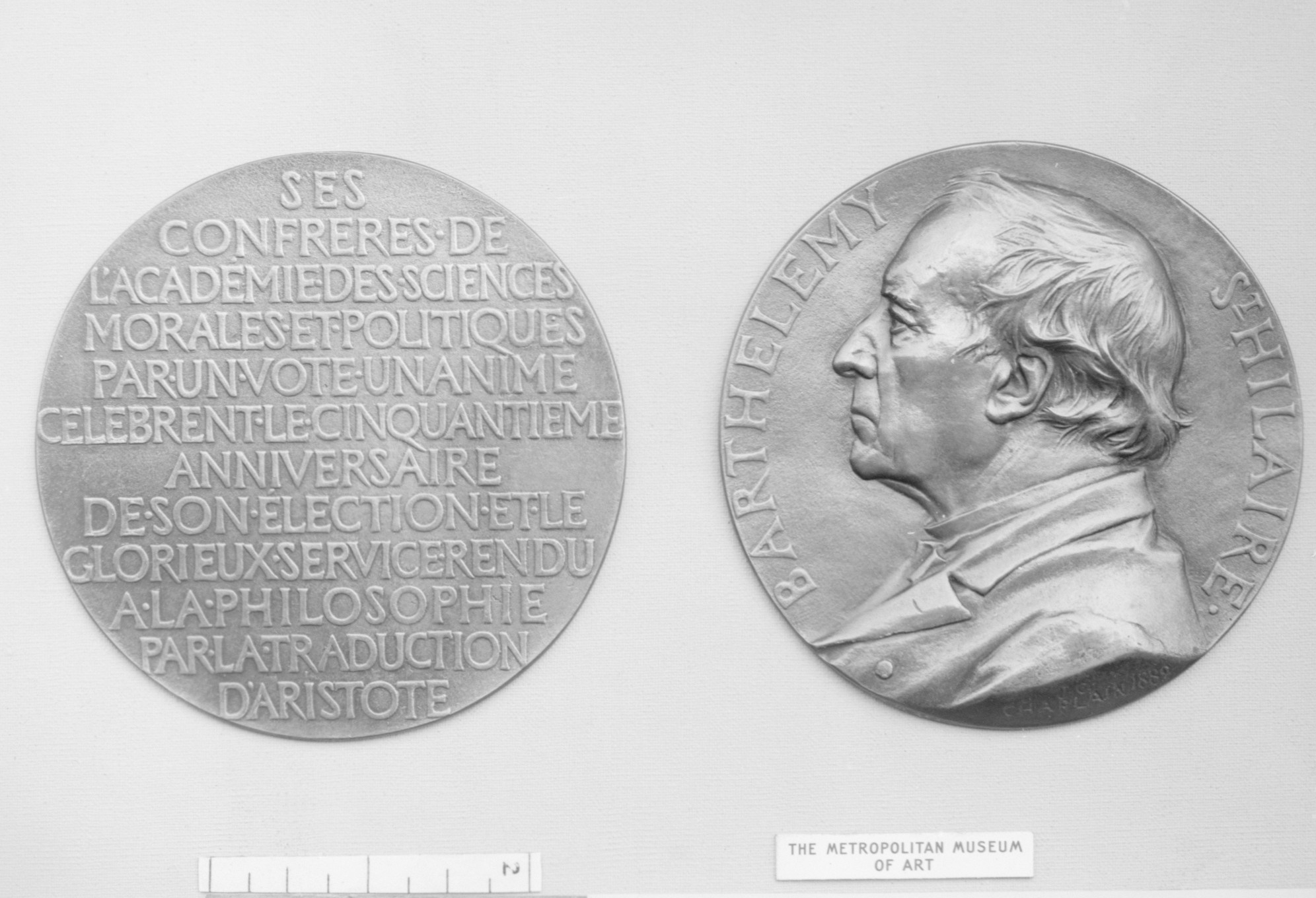
Jules Barthélemy-Saint-Hilaire (1889).
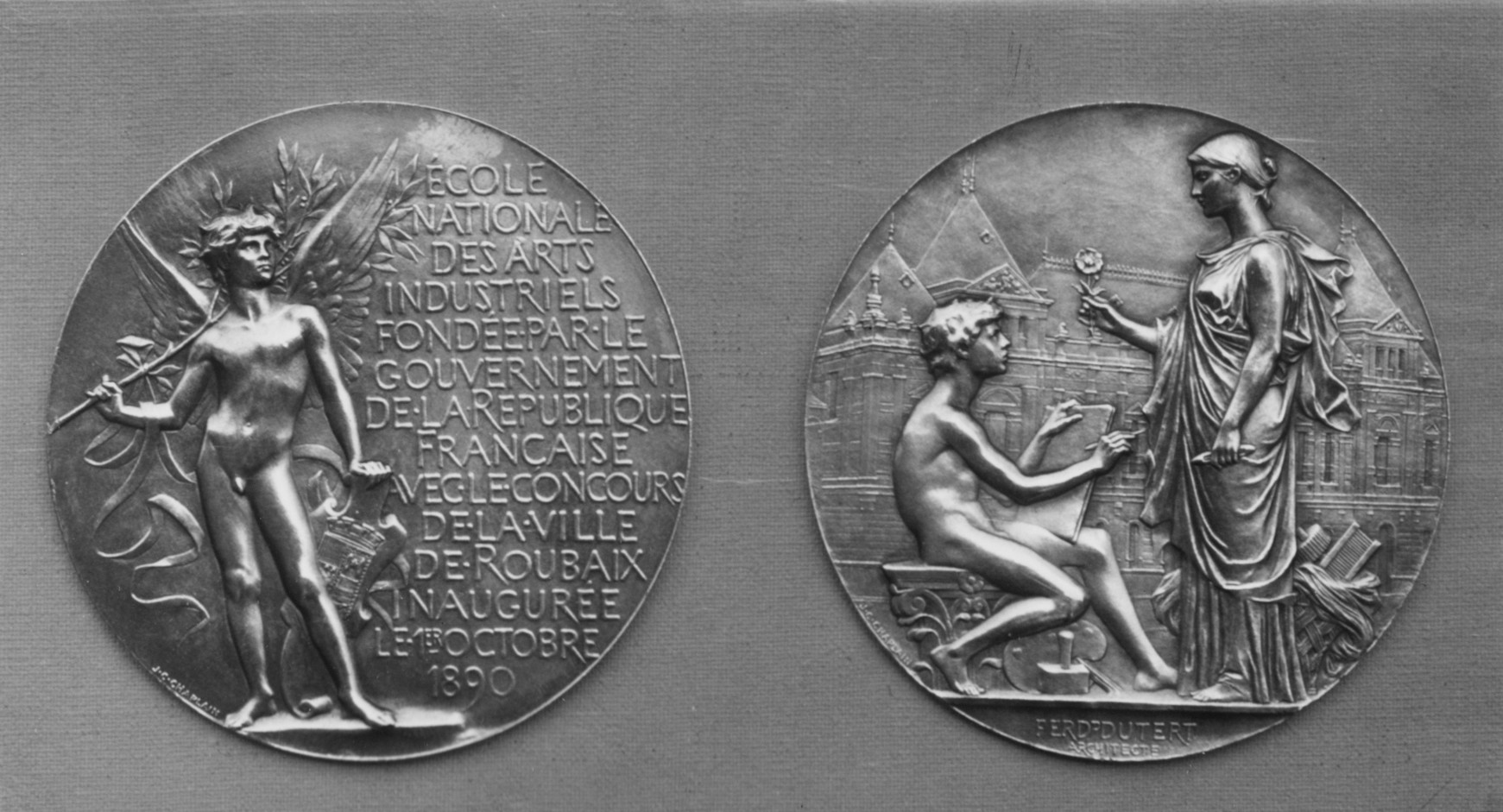
Fondation de l'École nationale des arts industriels de Roubaix (1890).
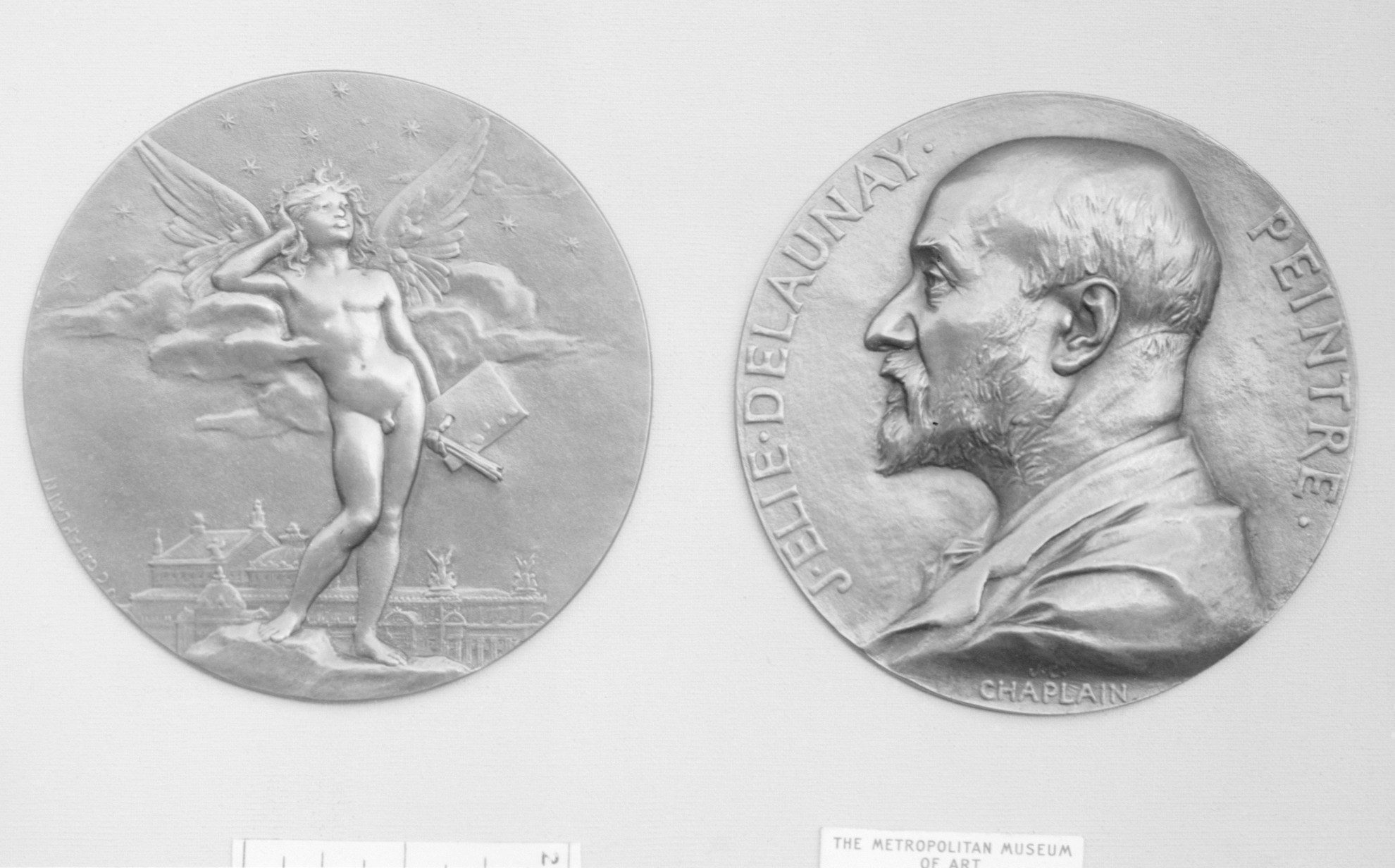
Jules-Élie Delaunay (1890).
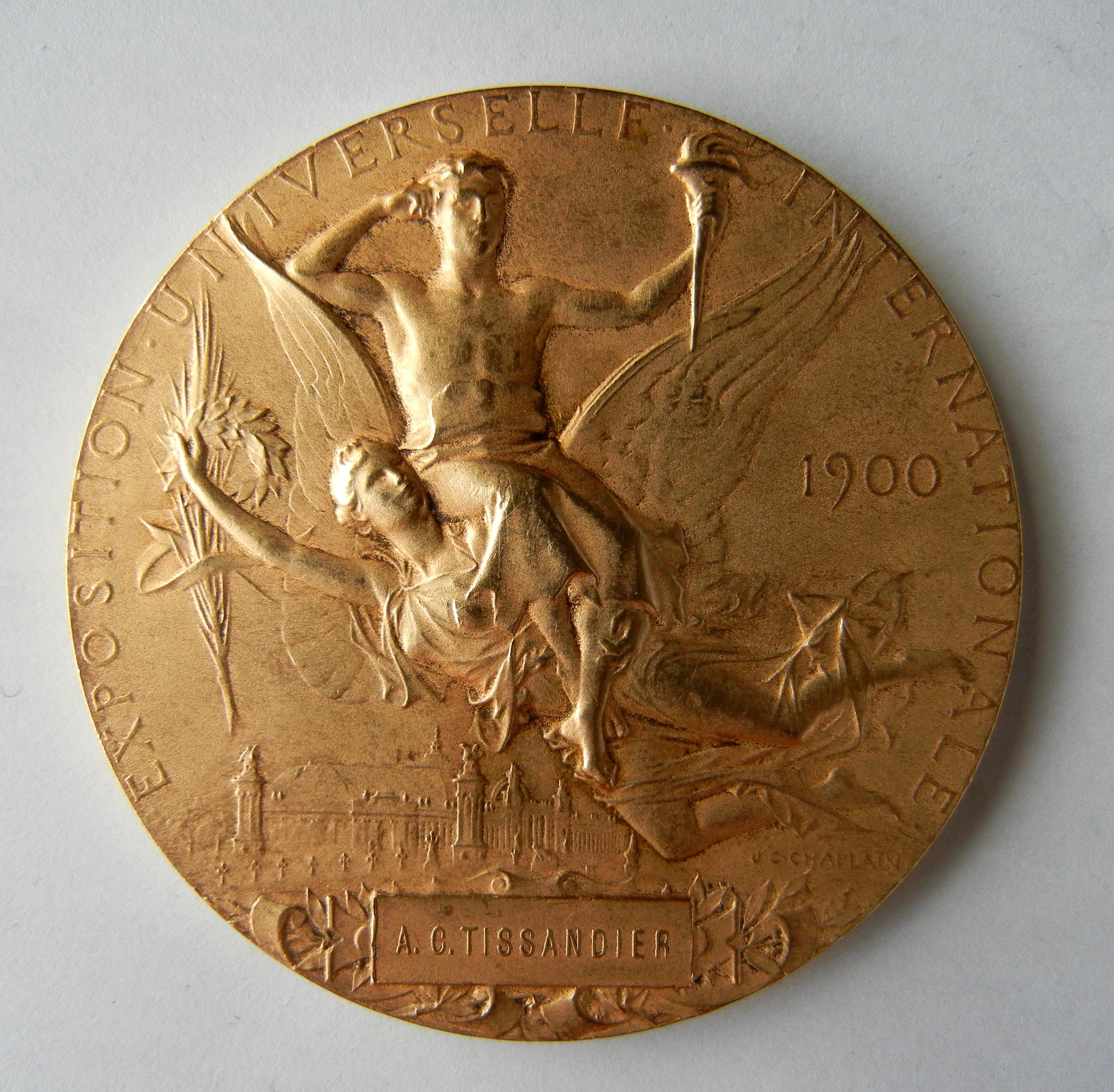
Exposition universelle de 1900, recto.
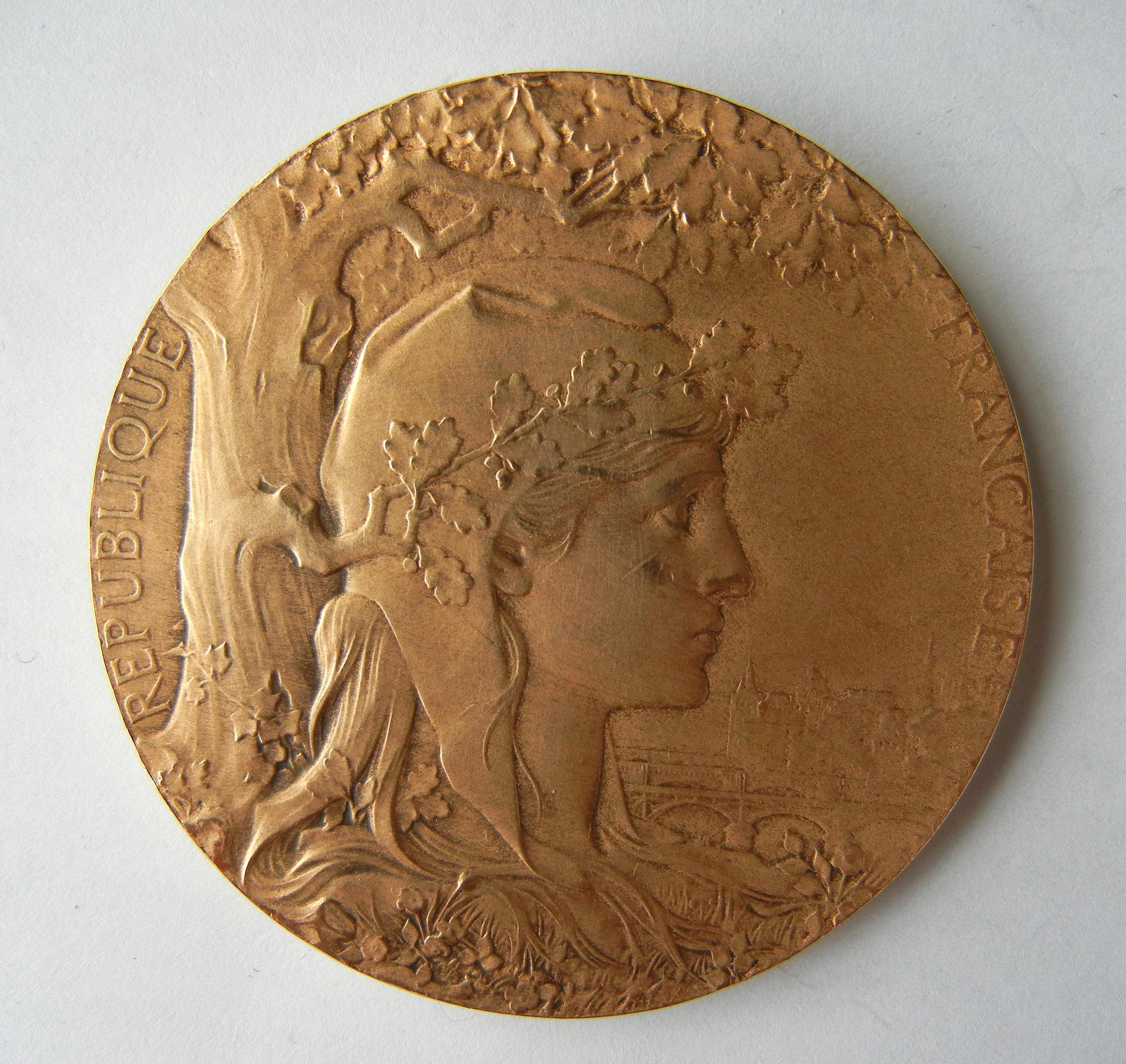
Exposition universelle de 1900, verso.
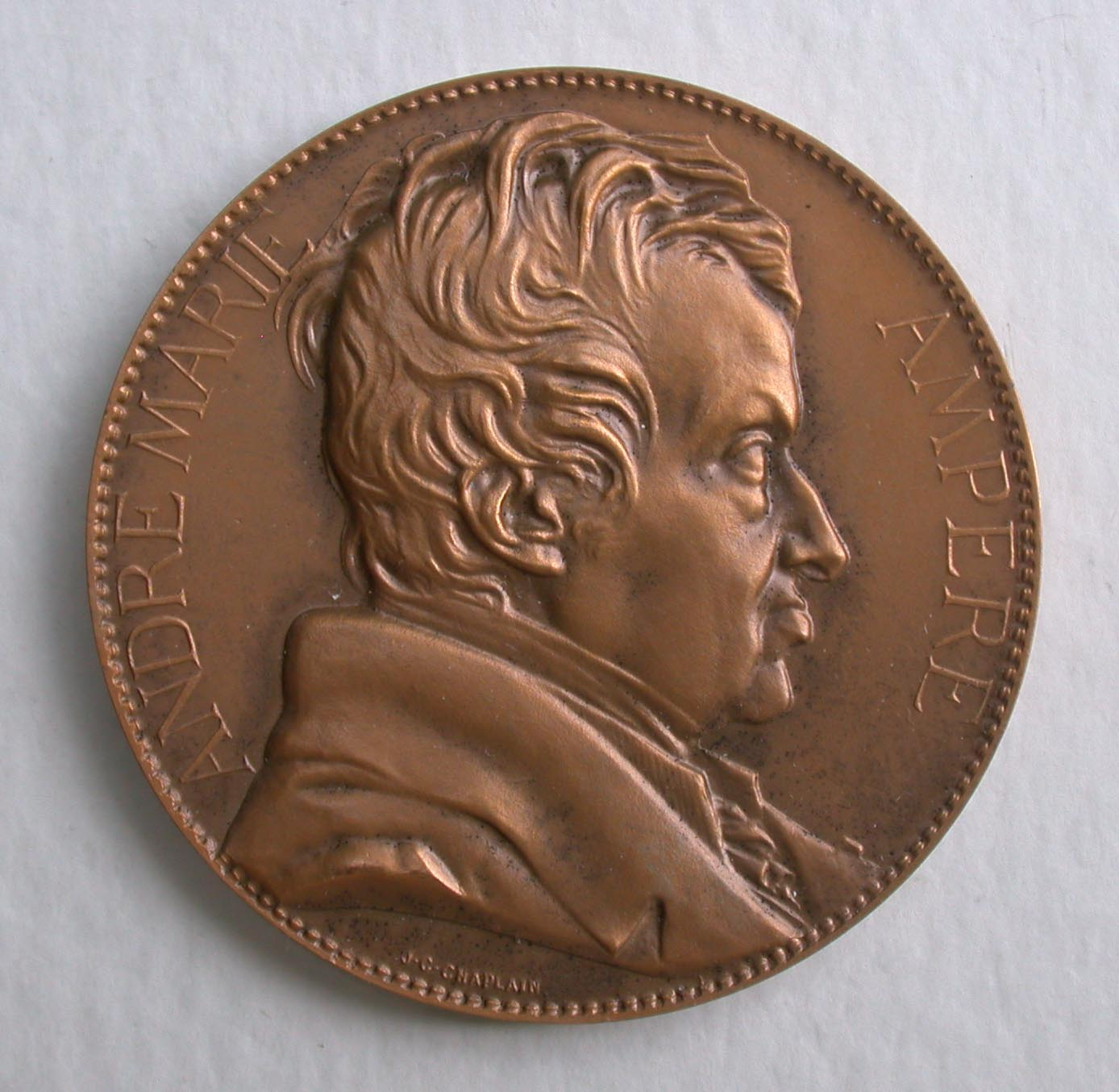
André-Marie Ampère.
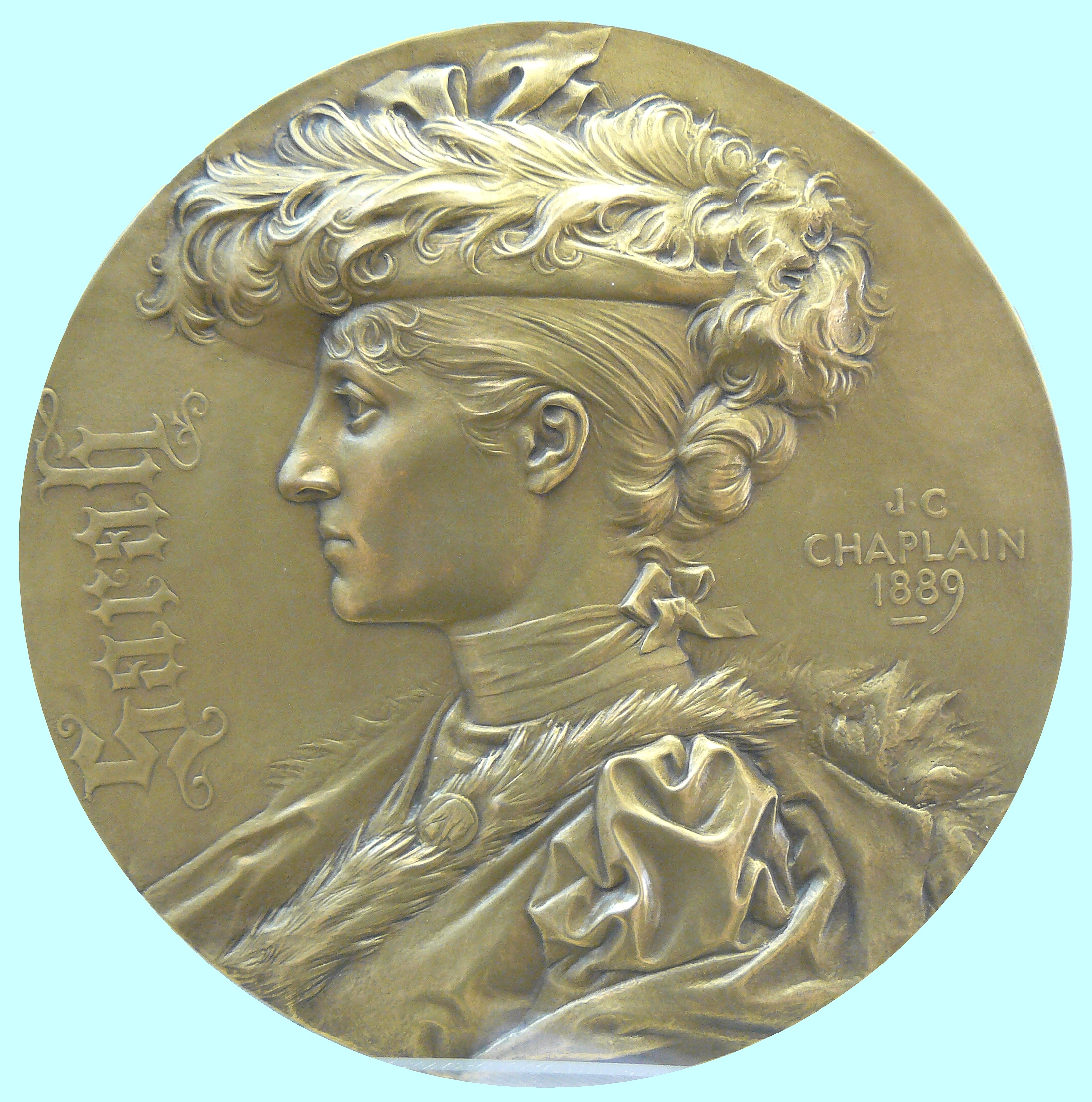
Sarah Gustave Simon (1889)[40].
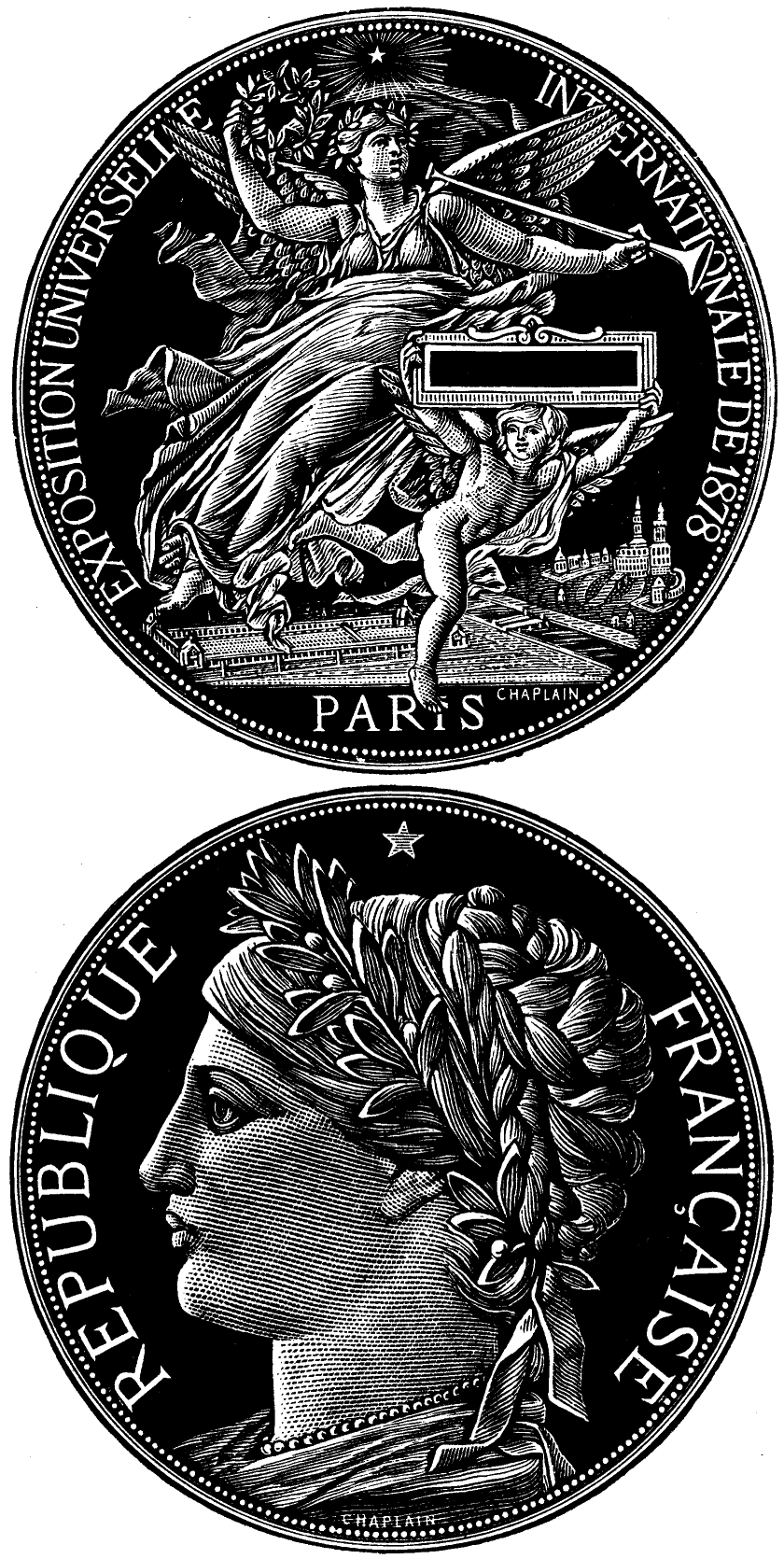
Exposition universelle de 1878 à Paris.
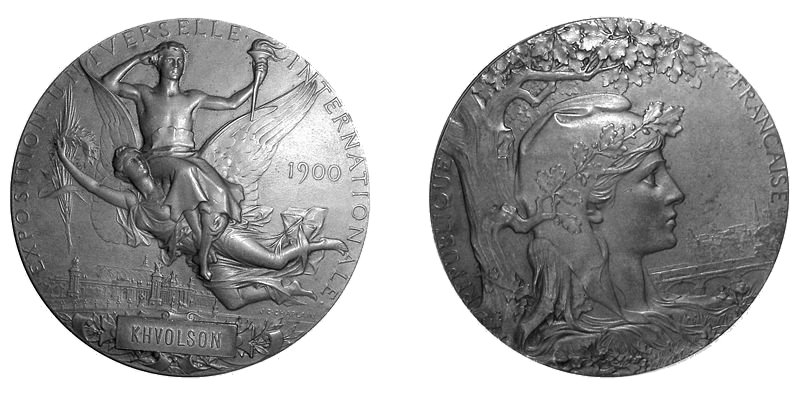
Exposition universelle de 1900 à Paris.

### Monnaie

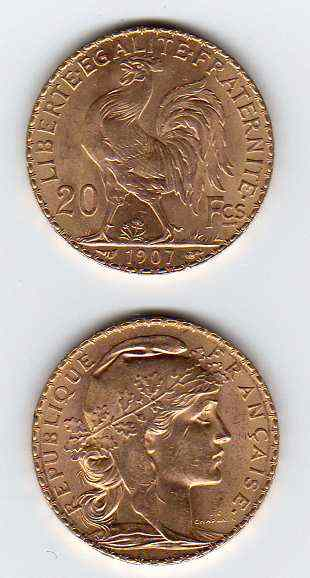
20 francs or (1907)

- Pièces de 10 et 20 francs or (1899-1914).

### Timbre
- Dessin pour le projet de remplacement des timbres-poste Cérès (2e prix au concours gagné par Sage, retenu pour timbres téléphone de 1885), 1875, Paris, L'Adresse Musée de La Poste[41].

### Dessin
- Portrait de Jules Massenet, dessin, 27 × 21 cm dédicacé « À mon ami Jules Massenet », Neuilly-sur-Seine, musée Sacem[42].

### Bibliophilie
- Discours et plaidoyers de Léon Gambetta avec une notice biographique par Joseph Reinach, édition ornée du médaillon de Gambetta par Jules-Clément Chaplain, Paris, G. Charpentier et Cie éditeurs, 1883.

## Réception critique
« Il semble qu'en Chaplain se sont trouvées réunies toutes les qualités pour que la médaille sortît des ornières où l'avaient enlisée les artistes de la première moitié du XIXe siècle. Tous ses efforts ont tendu à lui redonner une indépendance et une originalité qu'elle avait perdues. D'une science consommée, d'un goût pur, très respectueux de la nature, y revenant toujours comme à la source de toute vérité artistique, d'un esprit lucide qui refuse de se perdre dans la complication et l'obscurité des symboles, n'aimant rien tant que la clarté, nous lui devrons l'aube d'une renaissance radieuse. Son dessin a du style et affirme son goût pour les formes arrêtées. Sa main est d'une habileté remarquable, et parfois il ne résiste pas assez à la tentation d'en tirer parti. Qu'il est difficile pour un artiste de pouvoir s'arrêter à temps et de sentir la limite où l'adresse devient de la virtuosité ! »

— Gaston Migeon

« Chaplain fut l'un des premiers maîtres de l'école nouvelle, il en est resté avec Roty, le plus vénéré au point que ces deux noms seuls ont paru longtemps résumer toute la médaille française […]
L'œuvre de Chaplain est imposant par le nombre comme par une qualité à peu près indéfectible : c'était un maître. Qui ne lui doit point ? Est-il besoin de citer ses portraits célèbres de Jules Ferry, de Gréard, de Casimir-Perier, de Garnier, du duc d'Aumale, et tant d'autres. Chaplain tout en restant lui-même, a un génie assez accompli pour s'adapter chaque fois à son modèle, pour composer l'attitude, le volume même de ses personnages selon le caractère qu'il veut rendre dominant. »

— Jean Babelon

## Élèves
- Léonce Alloy.
- Raoul Bénard.
- Édouard Pierre Blin.
- Paul-Marcel Dammann.
- Auguste Davin.
- Abel Lafleur.
- André Lavrillier.
- Blanche Moria.
- Henri-Auguste-Jules Patey.
- Charles Pillet.
- Frédéric de Vernon.

## Expositions
- Une exposition consacrée à ses œuvres a été inaugurée le 1er août 1988 à Mortagne-au-Perche[réf. nécessaire].
- L'art au creux de la main. La médaille en France aux XIXe et XXe siècles, musée des Arts décoratifs et du Design de Bordeaux, du décembre 2012 au janvier 2013[44].

## Hommages
- La rue Jules-Chaplain dans le 6e arrondissement de Paris porte son nom.
- À Mortagne-au-Perche, une rue porte son nom, et le Monument à Jules-Clément Chaplain, œuvre de Denys Puech, est inauguré le 12 juillet 1914 dans les jardins de l’hôtel de ville[45].

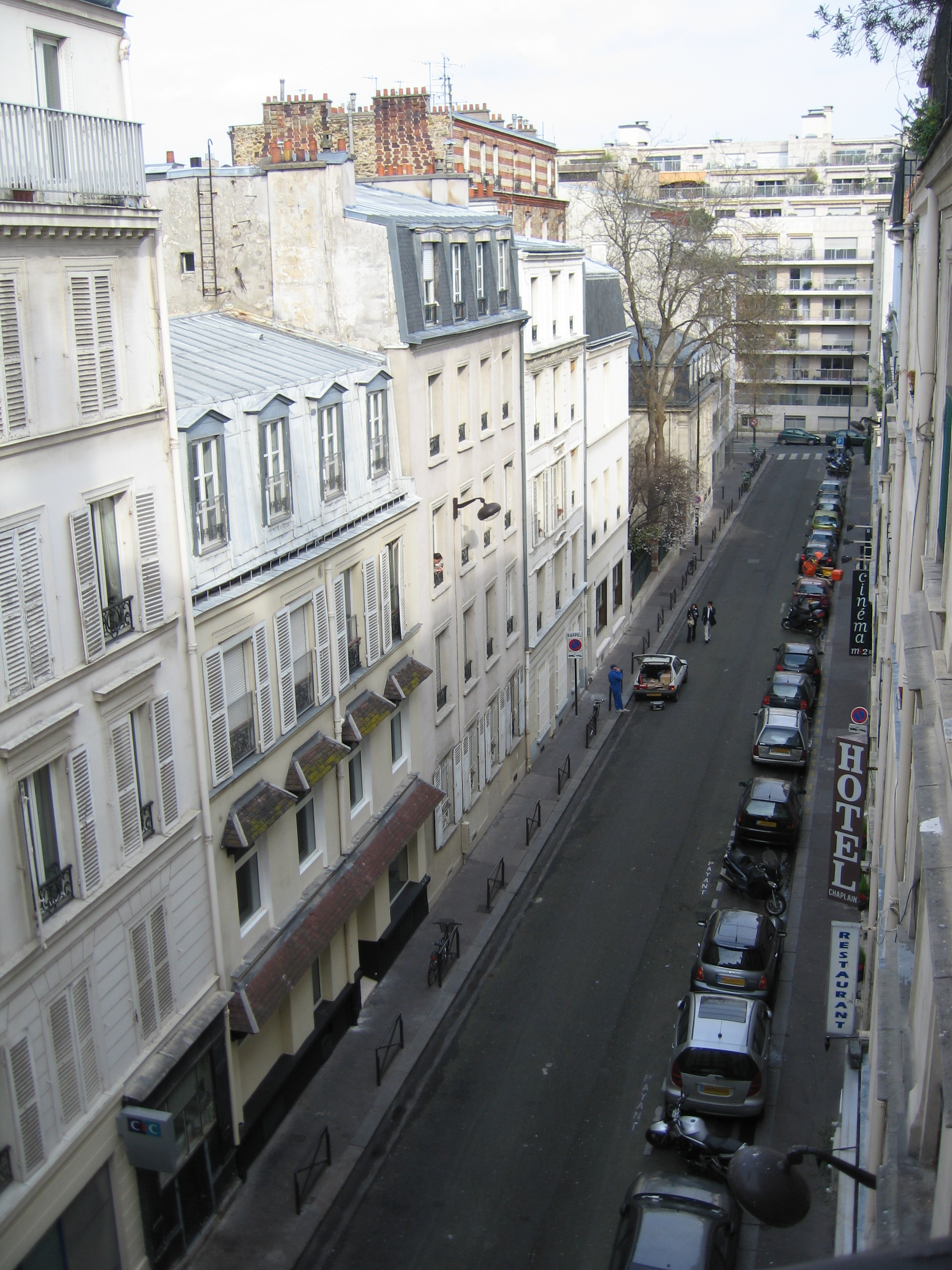
Rue Jules-Chaplain dans le 6e arrondissement de Paris.
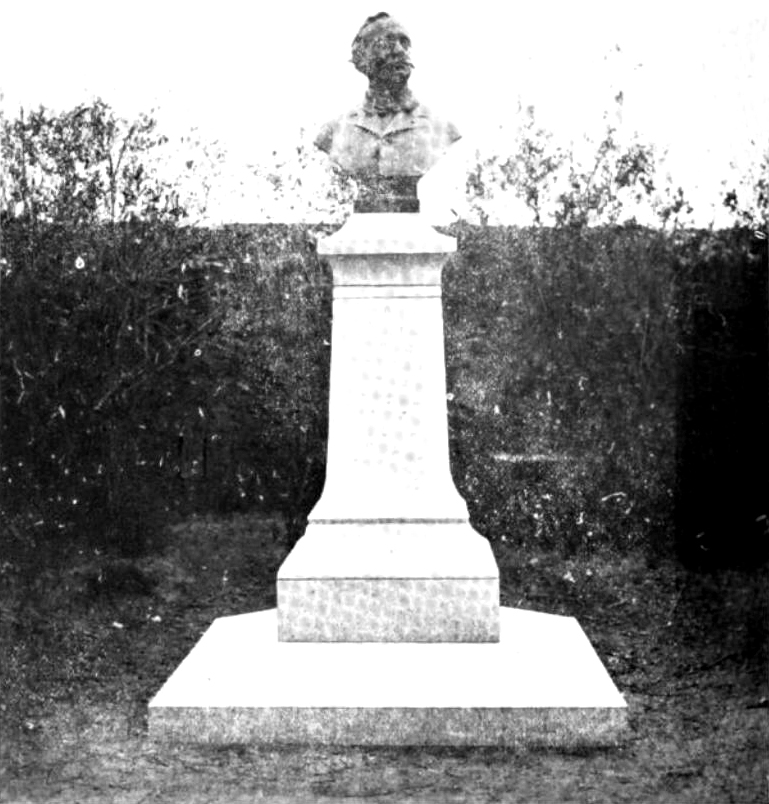
Denys Puech, Monument à Jules-Clément Chaplain (1914), Mortagne-au-Perche.
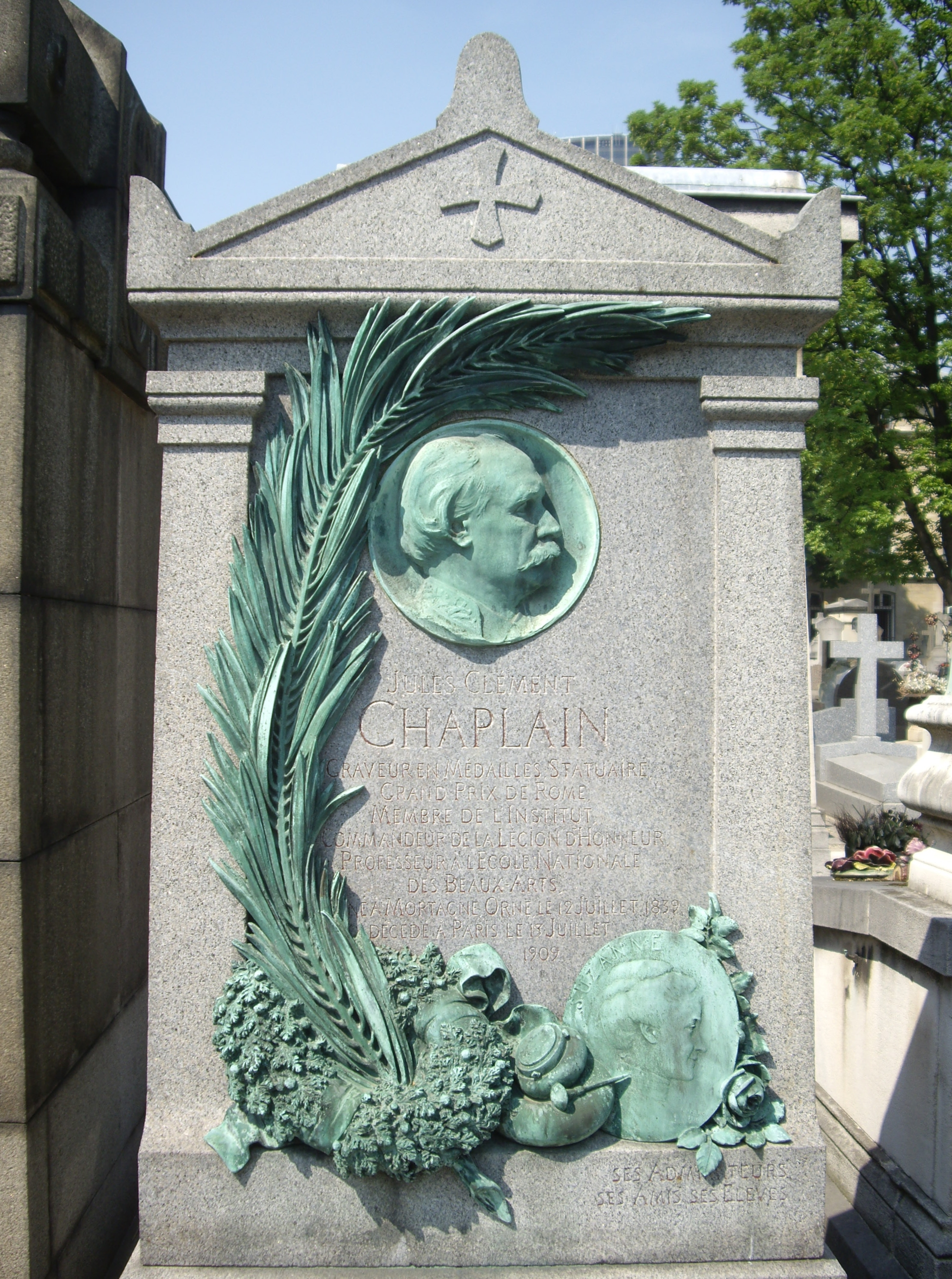
Tombe de Jules Chaplain, Paris, cimetière du Montparnasse.